# Ryszard Szurkowski
Ryszard Jan Szurkowski (ur. 12 stycznia 1946 w Świebodowie, zm. 1 lutego 2021 w Radomiu) – polski kolarz szosowy, dwukrotny wicemistrz olimpijski, czterokrotny medalista mistrzostw świata oraz dwunastokrotny mistrz Polski, najbardziej znany ze zdominowania przez kilka lat z rzędu Wyścigu Pokoju, poseł na Sejm PRL IX kadencji, trener, działacz sportowy, handlowiec, prezes Polskiego Związku Kolarskiego.

## Życiorys

### Młodość i wykształcenie
Pochodził z Dolnego Śląska, gdzie urodził się 12 stycznia 1946(dts) w wielodzietnej rodzinie Mariana i Marii z domu Dinwebel . Ukończył liceum ogólnokształcące we Wrocławiu (1975), a następnie Akademię Wychowania Fizycznego we Wrocławiu (1984). Z wykształcenia był nauczycielem wychowania fizycznego oraz trenerem kolarstwa. Kolarstwo zaczął uprawiać w Miliczu, m.in. dzięki relacjom Polskiego Radia z Wyścigu Pokoju, z których usłyszał o sukcesach w tym wyścigu Stanisława Królaka . Po latach tak wspominał ten okres :

Wówczas, tak to dziś oceniam, chciałem naśladować Królaka. Po prostu, mieć rower i ścigać się, także wygrywać. Moja wyobraźnia nie sięgała wówczas tak daleko, by myśleć o tym, by zostać reprezentantem Polski, by dumnie w biało-czerwonej koszulce jechać po szosach i drogach świata, by zostać olimpijczykiem, by być mistrzem świata.

### Kariera kolarska
Samouk i naturalny talent kolarski. W zawodach kolarskich startował od 1963, początkowo jako niezrzeszony amator. Swoją karierę rozpoczął w Radomiu, pod okiem trenera kolarzy Radomiaka Radom, Ryszarda Swata, na trasach w okolicach Garbatki-Letnisko, gdzie odbywał zasadniczą służbę wojskową. Po odbyciu służby wojskowej, za namową starszego brata Czesława postanowił kontynuować swoją karierę, kierując się do klubu KS „Dolmel” Wrocław. Pierwszymi sukcesami było mistrzostwo Polski w kolarstwie przełajowym w Prudniku, wicemistrzostwo Polski w wyścigu górskim oraz 4. miejsce w mistrzostwach Polski w wyścigu ze startu wspólnego w 1968.
Zauważony przez trenera kadry narodowej szosowców Henryka Łasaka oraz lekarza reprezentacji Zbigniewa Rusina został ostatecznie kolarzem szosowym, będąc od 1969 członkiem kadry narodowej, kiedy to po raz pierwszy wystartował w Wyścigu Pokoju i od razu stanął na drugim miejscu podium (wygrał wtedy Francuz Jean-Pierre Danguillaume) . Kolejne lata to pasmo wielu osiągnięć, dzięki którym Ryszard Szurkowski zyskał miano najlepszego kolarza-amatora na świecie. Był wszechstronnym kolarzem niemal we wszystkich specjalnościach jazdy szosowej, choć – jak sam przyznawał – jego najsilniejszą stroną były zwycięstwa w tzw. jednoetapowych klasykach (np. przedolimpijski wyścig w Monachium w 1971). Sporadycznie występował również na torze, ale bez większych sukcesów. Wieloletnie doświadczenie i uczestnictwo w wielu wyścigach sprawiło, że był świetnym taktykiem, mającym zmysł orientacji i właściwej oceny przebiegu walki na szosie. Z tego względu wybierano go – po rezygnacji Zenona Czechowskiego – na kapitana polskiego zespołu. Przez najbliższych kolegów z kolarskiego peletonu nazywany przydomkiem „Bibi” .
Czterokrotnie (w latach 1970, 1971, 1973 i 1975) wywalczył pierwsze miejsce w Wyścigu Pokoju. W sumie w tych zawodach przejechał 89 etapów (z czego 52 w koszulce lidera), wygrał 13 etapów, a 9 razy był drugi oraz 9 razy trzeci. Znany dziennikarz sportowy Bohdan Tomaszewski tak opisał w jednej z publikacji jego pierwsze zwycięstwo etapowe w Wyścigu Pokoju 13 maja 1969, w Łodzi:

Po raz pierwszy zetknąłem się z nim przy mikrofonie w 1969 roku na mecie w Łodzi, kiedy po raz pierwszy jechał w Wyścigu i po raz pierwszy wygrał etap. Stał koło rozstawionych stołów na skraju boiska i pokrzepiał się herbatą. Sięgnął po parówki i znów popił herbatą. Był uśmiechnięty, zamorusany i prawie nie zmęczony. Z trudem przecisnąłem się do niego. Serdeczne słowa gratulacji rzucane w pośpiechu, ścisku i gwarze podnieconych głosów. Spojrzał na reportera wesoło.
– Kolarstwo to czar! – powiedział i lekko trącił w przednie koło swojego roweru, aż zakręciło się i rozbłysło srebrzystą smugą.

Sam zainteresowany w wywiadzie, jakiego udzielił wówczas sprawozdawcy „Trybuny Robotniczej”, redaktorowi Jerzemu Wykrocie, tak powiedział:

Wiedziałem, że w przodzie znajduje się czterech kolarzy, a wśród nich Forma. Spodziewałem się ataku ze strony drużyny niemieckiej i radzieckiej, ponieważ w czwórce uciekinierów nie posiadali zawodnika. Pierwszy atak przegapiliśmy wszyscy, ale nic z tego nie wyszło, więc kiedy za drugim razem wyskoczyli do przodu Dmitriew z Sajdhużinem oraz Belgiem i Francuzem ruszyliśmy w pogoń. Błyskawicznie dogoniliśmy prowadzących wyścig, teraz nagle otwarła się przede mną szansa. Nie zmarnowałem jej. Wyskoczyłem do przodu na ulicach Łodzi, zawzięcie atakowany głównie przez Belgów i Francuzów utrzymałem przewagę do mety.

Na igrzyskach olimpijskich w Monachium w 1972 (wspólnie z Edwardem Barcikiem, Lucjanem Lisem i Stanisławem Szozdą) i rozgrywanych cztery lata później igrzyskach w Montrealu (wspólnie z Tadeuszem Mytnikiem, Mieczysławem Nowickim i Stanisławem Szozdą) zdobywał srebrne medale w drużynowej jeździe na czas. Polski zespół dwukrotnie przegrał wtedy złoty medal z zespołem ZSRR.

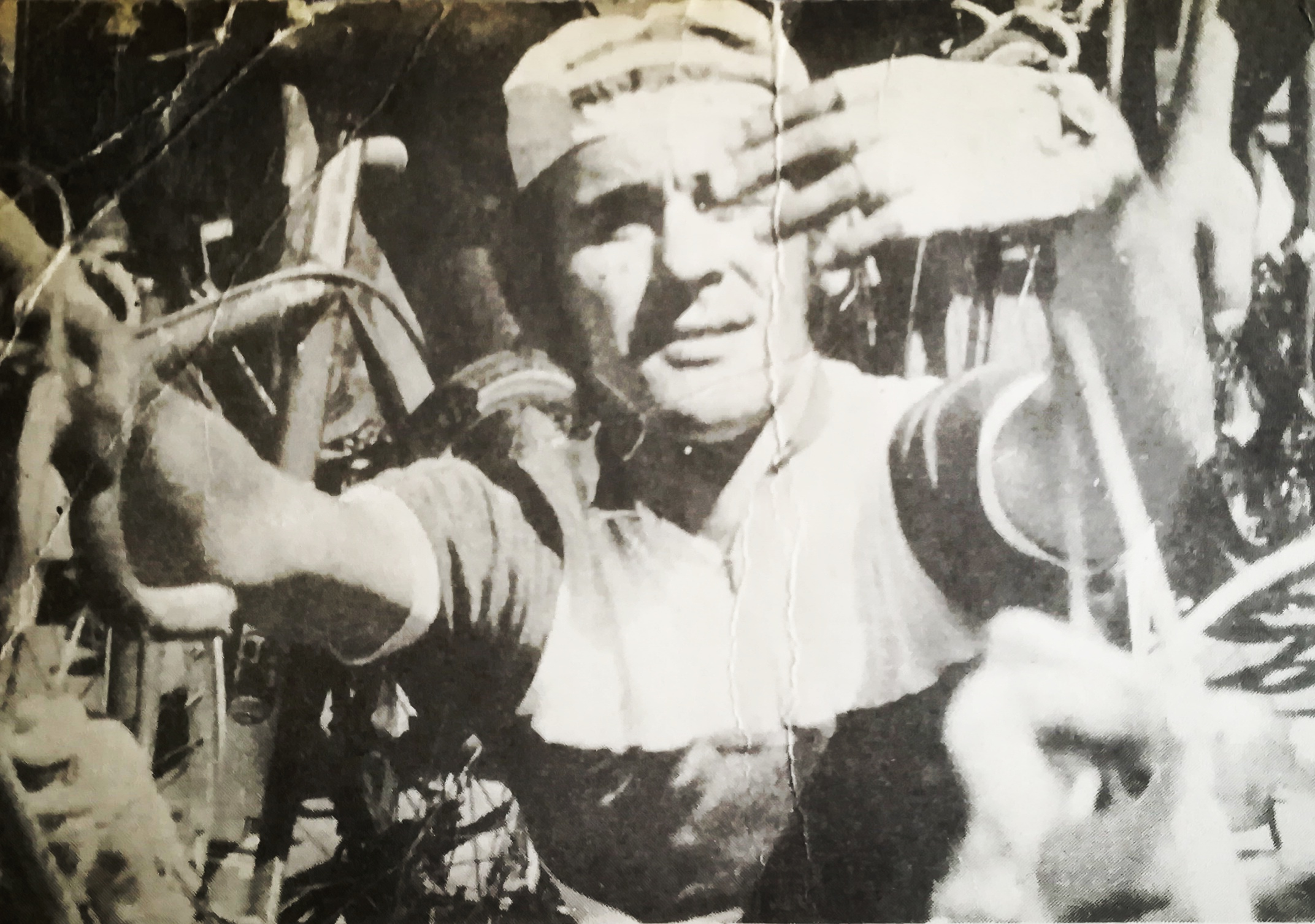
Ryszard Szurkowski podczas mistrzostw świata w Barcelonie w 1973

W 1973 zdobył na mistrzostwach świata w Barcelonie złoty medal w wyścigu ze startu wspólnego amatorów oraz drużynowej jeździe na czas (wspólnie z Tadeuszem Mytnikiem, Lucjanem Lisem i Stanisławem Szozdą). Dziennikarz sportowy Maciej Biega w publikacji pt. „Tęczowe koszulki” tak opisał jego zwycięstwo w wyścigu ze startu wspólnego:

Przez kilkanaście kilometrów dwaj Polacy, Francuz i Duńczyk pracowali wspólnie. Było ich czterech. (...) Szozda prowadzi mocno. Szurkowski na ostatniej pozycji, kilka metrów straty, jakby był u kresu sił. Francuz nie chce wyręczyć Szozdy w prowadzeniu. Kiedy Polak zjeżdża na prawą stronę szosy, chce oddać czołową pozycję, tamten robi to samo. Szozda ogląda się do tyłu. Widzi w tym momencie jak Ryszard wspina się na pedały i rusza naprzód. A więc nareszcie. Staszek puszcza oko do kolegi, ale tamten nie widzi już tego pozdrowienia. Osiągnął największa szybkość. Kamerzysta był tak zaskoczony tym sprintem, że przez chwilę Szurkowski zniknął nagle z ekranów telewizora. Manewr Szurkowskiego był właściwie absolutnie wzorowy. Cała sztuka samotnej ucieczki polega na tym, aby zmylić czujność rywali, zdobyć nad nimi kilkadziesiąt metrów przewagi i zmusić ich do samotnego wysiłku podczas pogoni. (...) Ryszard Szurkowski zaatakował 1300 metrów przed metą. Wkrótce potem Polak jechał sam jako pewny mistrz świata. Wygrywał w imponującym stylu, który najbardziej podziwiają obserwatorzy. Ostatnie 50 metrów było już nie wysiłkiem, ale jazdą triumfalną. Podniesione do góry ręce, uśmiech radości. Mistrz świata pozdrawiał widzów jeszcze przed minięciem linii mety.

Szurkowski na mecie tego wyścigu redaktorowi czasopisma „Dziennik Łódzki” powiedział wówczas:

Nie wierzyłem, że dziś osiągniemy to, o czym marzyliśmy najbardziej. Staszek był wspaniały, odważny i bardzo mocny. Dzięki niemu udało się nam wspaniale. Wielka radość...

Na rozgrywanych rok później mistrzostwach świata w Montrealu zdobył srebro ze startu wspólnego, przegrywając tylko z Januszem Kowalskim. Ponadto na mistrzostwach świata w Yvoir w 1975 razem z Tadeuszem Mytnikiem, Stanisławem Szozdą i Mieczysławem Nowickim zdobył kolejny złoty medal w drużynowej jeździe na czas. Dziewięciokrotnie startował na mistrzostwach świata.
Pięciokrotnie został indywidualnym mistrzem Polski (w latach 1969, 1974, 1975, 1978 i 1979) w wyścigu szosowym, raz mistrzem Polski w wyścigu górskim w 1974 oraz trzykrotnie mistrzem Polski w jeździe parami w latach 1972 oraz 1975 (ze Szczepanem Klimczakiem) i 1980 (z Jerzym Kuczką). Był również dwukrotnie mistrzem Polski w wyścigu drużynowym w latach 1975 i 1976 (wraz z kolegami Janem Brzeźnym, Janem Faltynem i Szczepanem Klimczakiem), będąc zawodnikiem klubu KS „Dolmel” Wrocław. Siedmiokrotnie zdobywał tytuł wicemistrza Polski: raz w wyścigu indywidualnym w 1973 (za Stanisławem Szozdą), trzykrotnie w wyścigu górskim w latach 1968 (za Józefem Mikołajczykiem), 1975 (za Stanisławem Szozdą) i 1976 (za Janem Brzeźnym), dwukrotnie w jeździe parami w latach 1973 (wspólnie ze Szczepanem Klimczakiem) i 1978 (wspólnie z Janem Faltynem) oraz drużynowo z KS „Dolmel” Wrocław w 1973 (wspólnie ze Szczepanem Klimczakiem, Antonim Jankowskim i Januszem Kierzkowskim). Do kolekcji medali mistrzostw Polski należy dodać również 9 medali brązowych (łącznie w mistrzostwach Polski zdobył ich aż 28).
Choć nigdy nie udało mu się wygrać klasyfikacji generalnej wyścigu Tour de Pologne, to do niego należy rekord wygranych etapów (15). Trzykrotnie w tym wyścigu triumfował w klasyfikacji najaktywniejszych (1971, 1973 i 1974), dwukrotnie w klasyfikacji górskiej (1971 i 1974) oraz raz w klasyfikacji punktowej (1979).
Zwyciężał także w zagranicznych wyścigach, m.in.: Circuit de la Sarthe (1969), Wielka Nagroda Annaby (1971), Dookoła Bułgarii (1971), Dookoła Szkocji (1972), Tour du Limousin (1974), Dookoła Dolnej Austrii (1977) czy Dookoła Egiptu (1979).
Startował również w wyścigach z kolarzami zawodowymi. W 1974 podczas pierwszej z nimi konfrontacji, do jakiej doszło w wyścigu Paryż-Nicea, w końcowej klasyfikacji zajął 28. miejsce, raz przyjeżdżając na metę etapową na drugiej pozycji oraz dwukrotnie na trzeciej, będąc jednym z najaktywniejszych kolarzy tego wyścigu (trzeci w klasyfikacji za Belgami Rikiem Van Lindenem i Eddym Merckxem). Mimo składanych propozycji przedstawicieli grup zawodowych (m.in. belgijskiej Molteni), przy sprzeciwie Polskiego Związku Kolarskiego, nigdy nie został profesjonalistą, reprezentując do końca swojej kariery biało-czerwone barwy narodowe.
W 1980 skończył karierę reprezentacyjną, a dwa lata później będąc zawodnikiem KS „Polonez” Warszawa zakończył karierę klubową. Po raz ostatni jako zawodnik wystąpił w październiku 1984, w wyścigu Marynarki Wojennej, po którym zakończył ostatecznie swoją karierę. Był zawodnikiem następujących klubów: LZS Milicz (1966), Radomiak Radom (1966–1967, na czas odbywania służby wojskowej), KS „Dolmel” Wrocław (1968–1978), FSO Warszawa (1979) i KS „Polonez” Warszawa (1979–1982).

### Kariera trenera i działacza
W latach 1984–1988 był trenerem kadry narodowej kolarzy szosowych. Jego podopieczny, Lech Piasecki, zwyciężył w Wyścigu Pokoju oraz został mistrzem świata w wyścigu indywidualnym w 1985, zaś drużyna zdobyła srebrny medal na igrzyskach w Seulu. W 1997 był szefem wyszkolenia Polskiego Związku Kolarskiego. W latach 1988–1989 prowadził pierwszą w Polsce zawodową grupę kolarską Exbud Kielce, potem założył Klub Sportowy „Szurkowski” w Warszawie (1991), był także dyrektorem polskiej części Wyścigu Pokoju. W latach 2007–2008 był prezesem zawodowej grupy kolarstwa górskiego MTB Halls Team. Prowadził sklep z artykułami kolarskimi w Warszawie przy ul. Erazma Ciołka 35. W okresie od 31 marca 2010 do 5 marca 2011 był prezesem Polskiego Związku Kolarskiego.
Po zakończeniu czynnej kariery kolarskiej uczestniczył w wielu wyścigach organizowanych m.in. dla tzw. weteranów. 10 czerwca 2018 w Kolonii podczas jednego z takich wyścigów miał groźny wypadek, po którym został przewieziony do szpitala, przechodząc następnie kilka operacji. Wypadek spowodował uszkodzenie rdzenia kręgowego oraz czaszki. Została zorganizowana zbiórka pieniędzy przez „Stowarzyszenie Lions Club Poznań 1990” potrzebnych na jego rehabilitację. W akcję pomocy zaangażowali się wybitni polscy sportowcy (Agnieszka Radwańska, Robert Lewandowski, Michał Jurecki, Kajetan Kajetanowicz, Łukasz Kubot, Czesław Lang, Włodzimierz Lubański, Jakub Przygoński, Kamil Stoch, Sobiesław Zasada, Zenon Jaskuła i Rafał Sonik), przekazując na licytację zorganizowaną 18 grudnia 2018 przez Program 1 Polskiego Radia wiele cennych swoich pamiątek. 

### Kariera polityczna
W latach 1985–1989 był posłem na Sejm Polskiej Rzeczypospolitej Ludowej z listy krajowej (jako bezpartyjny). W 2005 kandydował do Sejmu RP, otwierając wrocławską listę Socjaldemokracji Polskiej, która nie osiągnęła progu wyborczego (także będąc bezpartyjnym). Był członkiem honorowego komitetu poparcia Bronisława Komorowskiego przed wyborami prezydenckimi w 2015.

## W kulturze
Bohater książki Marka Jóźwika Rowerem do Europy (1992) oraz Ryszard Szurkowski. Skasować tę ucieczkę! – 14. odcinka komiksu Słynni polscy olimpijczycy (kolekcja „Gazety Wyborczej”). Od 2011 był jednym z felietonistów magazynu „Rowertour”, poświęconego turystyce rowerowej.

## Osiągnięcia sportowe
| Miejsca na IO i MŚ oraz medale MP | | | | | | | | | | | | | | |
| Konkurencja | 1968 | 1969 | 1970 | 1971 | 1972 | 1973 | 1974 | 1975 | 1976 | 1977 | 1978 | 1979 | 1980 | 1981 |
| Igrzyska olimpijskie | | | | | | | | | | | | | | |
| Start wspólny | – | – | – | – | 31. | – | – | – | 12. | – | – | – | – | – |
| Drużynowo na czas | – | – | – | – | srebro | – | – | – | srebro | – | – | – | – | – |
| Mistrzostwa świata | | | | | | | | | | | | | | |
| Start wspólny amatorów | – | 39. | wycofał się | 4. | – | złoto | srebro | 28. | – | 22. | – | 8. | – | – |
| Drużynowo na czas | – | – | 6. | – | – | złoto | 7. | złoto | – | – | (4.) (DSQ) | – | – | – |
| Mistrzostwa Polski | | | | | | | | | | | | | | |
| Start wspólny | – | złoto | – | – | – | srebro | złoto | złoto | brąz | – | złoto | złoto | – | – |
| Indywidualnie na czas | – | – | – | – | – | brąz | – | – | – | – | – | – | – | – |
| Wyścig górski | srebro | – | – | – | – | – | złoto | srebro | srebro | – | – | – | – | – |
| Parami | – | – | – | – | złoto | srebro | – | złoto | – | brąz | [ a ] | – | złoto | brąz |
| Drużynowo na czas | – | – | – | brąz | brąz | srebro | brąz | złoto | złoto | brąz | brąz | – | – | – |
| Wyścig przełajowy | złoto | – | – | – | – | – | – | – | – | – | – | – | – | – |
| Pozostałe ważniejsze starty w wyścigach | | | | | | | | | | | | | | |
| 1968 - 4. miejsce w mistrzostwach Polski ze startu wspólnego - 10. miejsce w wyścigu Tour de Pologne - 1. miejsce na 6. etapie Rybnik – Brzeg 1969 - 1. miejsce w wyścigu Circuit de la Sarthe - 2. miejsce w Wyścigu Pokoju - 1. miejsce na 2. etapie Warszawa – Łódź - 2. miejsce w wyścigu Dookoła Mazowsza - 3. miejsce w wyścigu Tour de Pologne - 1. miejsce na 7. etapie Kołobrzeg – Nowogard - 1. miejsce na 8. etapie Nowogard – Strzelce Krajeńskie 1970 - 2. miejsce w wyścigu Circuit de la Sarthe - 1. miejsce w Wyścigu Pokoju oraz 1. miejsce w klasyfikacji najaktywniejszych - 1. miejsce na 1. etapie Praga – Karlowe Wary - 1. miejsce na 3. etapie Pilzno – Uście nad Łabą - 1. miejsce na 5. etapie Hradec Králové – Wrocław - 5. miejsce w mistrzostwach Polski ze startu wspólnego - Drużynowy mistrz Skandynawii - 7. miejsce w mistrzostwach Polski w jeździe na czas 1971 - 1. miejsce w wyścigu dookoła Algierii - 1. miejsce na 4. etapie Tijarat – El Khemis - 1. miejsce na 7. etapie Bu Sa’ada – Biskira - 1. miejsce w wyścigu dookoła Annaby - 1. miejsce w Wyścigu Pokoju - 1. miejsce na 8. podetapie Bischofswerda – Drezno - 1. miejsce na 14. etapie Liberec – Praga - 35. miejsce w wyścigu Tour de Pologne ( 1. miejsce w klasyfikacji najaktywniejszych i 1. miejsce w klasyfikacji górskiej) - 1. miejsce na 6. etapie Rawicz – Zgorzelec - 1. miejsce na 10. etapie Rybnik – Rybnik - 1. miejsce w wyścigu przedolimpijskim w Monachium - 1. miejsce w wyścigu dookoła Bułgarii ( 1. miejsce w klasyfikacji górskiej i 1. miejsce w klasyfikacji najaktywniejszych) - 1. miejsce na 2. podetapie Dupnica – Pazardżik - 1. miejsce na 6. etapie Burgas – Dobricz - 1. miejsce na 9. etapie Łowecz – Wraca - 1. miejsce na 12. etapie Wraca – Sofia 1972 - 9. miejsce w wyścigu dookoła Annaby ( 1. miejsce w klasyfikacji górskiej i 1. miejsce w klasyfikacji najaktywniejszych) - 1. miejsce na 2. podetapie Konstantyna – Konstantyna - 1. miejsce na 2. podetapie Konstantyna – Skikda - 2. miejsce w wyścigu Tour du Loir-Et-Cheir - 1. miejsce w wyścigu dookoła Szkocji - 1. miejsce na 1. etapie Glasgow – Leven - 1. miejsce na 4. etapie East Kilbride – Dumfries - 17. miejsce w Wyścigu Pokoju ( 1. miejsce w klasyfikacji najaktywniejszych oraz 1. miejsce w klasyfikacji górskiej) - 1. miejsce na 10. etapie Zlin – Trzyniec - 1. miejsce na 13. etapie Rzeszów – Lublin - 1. miejsce na 14. etapie Lublin – Warszawa 1973 - 3. miejsce w wyścigu dookoła Algierii - 3. miejsce w Tour du Vaucluse - 2. miejsce w wyścigu Circuit de la Sarthe oraz 1. miejsce w klasyfikacji najaktywniejszych - 1. miejsce w Wyścigu Pokoju oraz 1. miejsce w klasyfikacji górskiej - 1. miejsce w prologu Praga – Praga - 1. miejsce na 3. etapie Brno – Dubnica nad Váhom - 1. miejsce na 8. podetapie Starachowice – Radom - 2. miejsce w wyścigu Tour de Pologne ( 1. miejsce w klasyfikacji najaktywniejszych i 1. miejsce na najszybszego) - 1. miejsce na 1. etapie Warszawa – Warszawa - 1. miejsce na 2. etapie Warszawa – Sochaczew - 1. miejsce na 4. etapie Inowrocław – Piła - 1. miejsce na 6. etapie Sławno – Koszalin - 1. miejsce na 11. etapie Lubin – Leszno | 1968 - 4. miejsce w mistrzostwach Polski ze startu wspólnego - 10. miejsce w wyścigu Tour de Pologne - 1. miejsce na 6. etapie Rybnik – Brzeg 1969 - 1. miejsce w wyścigu Circuit de la Sarthe - 2. miejsce w Wyścigu Pokoju - 1. miejsce na 2. etapie Warszawa – Łódź - 2. miejsce w wyścigu Dookoła Mazowsza - 3. miejsce w wyścigu Tour de Pologne - 1. miejsce na 7. etapie Kołobrzeg – Nowogard - 1. miejsce na 8. etapie Nowogard – Strzelce Krajeńskie 1970 - 2. miejsce w wyścigu Circuit de la Sarthe - 1. miejsce w Wyścigu Pokoju oraz 1. miejsce w klasyfikacji najaktywniejszych - 1. miejsce na 1. etapie Praga – Karlowe Wary - 1. miejsce na 3. etapie Pilzno – Uście nad Łabą - 1. miejsce na 5. etapie Hradec Králové – Wrocław - 5. miejsce w mistrzostwach Polski ze startu wspólnego - Drużynowy mistrz Skandynawii - 7. miejsce w mistrzostwach Polski w jeździe na czas 1971 - 1. miejsce w wyścigu dookoła Algierii - 1. miejsce na 4. etapie Tijarat – El Khemis - 1. miejsce na 7. etapie Bu Sa’ada – Biskira - 1. miejsce w wyścigu dookoła Annaby - 1. miejsce w Wyścigu Pokoju - 1. miejsce na 8. podetapie Bischofswerda – Drezno - 1. miejsce na 14. etapie Liberec – Praga - 35. miejsce w wyścigu Tour de Pologne ( 1. miejsce w klasyfikacji najaktywniejszych i 1. miejsce w klasyfikacji górskiej) - 1. miejsce na 6. etapie Rawicz – Zgorzelec - 1. miejsce na 10. etapie Rybnik – Rybnik - 1. miejsce w wyścigu przedolimpijskim w Monachium - 1. miejsce w wyścigu dookoła Bułgarii ( 1. miejsce w klasyfikacji górskiej i 1. miejsce w klasyfikacji najaktywniejszych) - 1. miejsce na 2. podetapie Dupnica – Pazardżik - 1. miejsce na 6. etapie Burgas – Dobricz - 1. miejsce na 9. etapie Łowecz – Wraca - 1. miejsce na 12. etapie Wraca – Sofia 1972 - 9. miejsce w wyścigu dookoła Annaby ( 1. miejsce w klasyfikacji górskiej i 1. miejsce w klasyfikacji najaktywniejszych) - 1. miejsce na 2. podetapie Konstantyna – Konstantyna - 1. miejsce na 2. podetapie Konstantyna – Skikda - 2. miejsce w wyścigu Tour du Loir-Et-Cheir - 1. miejsce w wyścigu dookoła Szkocji - 1. miejsce na 1. etapie Glasgow – Leven - 1. miejsce na 4. etapie East Kilbride – Dumfries - 17. miejsce w Wyścigu Pokoju ( 1. miejsce w klasyfikacji najaktywniejszych oraz 1. miejsce w klasyfikacji górskiej) - 1. miejsce na 10. etapie Zlin – Trzyniec - 1. miejsce na 13. etapie Rzeszów – Lublin - 1. miejsce na 14. etapie Lublin – Warszawa 1973 - 3. miejsce w wyścigu dookoła Algierii - 3. miejsce w Tour du Vaucluse - 2. miejsce w wyścigu Circuit de la Sarthe oraz 1. miejsce w klasyfikacji najaktywniejszych - 1. miejsce w Wyścigu Pokoju oraz 1. miejsce w klasyfikacji górskiej - 1. miejsce w prologu Praga – Praga - 1. miejsce na 3. etapie Brno – Dubnica nad Váhom - 1. miejsce na 8. podetapie Starachowice – Radom - 2. miejsce w wyścigu Tour de Pologne ( 1. miejsce w klasyfikacji najaktywniejszych i 1. miejsce na najszybszego) - 1. miejsce na 1. etapie Warszawa – Warszawa - 1. miejsce na 2. etapie Warszawa – Sochaczew - 1. miejsce na 4. etapie Inowrocław – Piła - 1. miejsce na 6. etapie Sławno – Koszalin - 1. miejsce na 11. etapie Lubin – Leszno | 1968 - 4. miejsce w mistrzostwach Polski ze startu wspólnego - 10. miejsce w wyścigu Tour de Pologne - 1. miejsce na 6. etapie Rybnik – Brzeg 1969 - 1. miejsce w wyścigu Circuit de la Sarthe - 2. miejsce w Wyścigu Pokoju - 1. miejsce na 2. etapie Warszawa – Łódź - 2. miejsce w wyścigu Dookoła Mazowsza - 3. miejsce w wyścigu Tour de Pologne - 1. miejsce na 7. etapie Kołobrzeg – Nowogard - 1. miejsce na 8. etapie Nowogard – Strzelce Krajeńskie 1970 - 2. miejsce w wyścigu Circuit de la Sarthe - 1. miejsce w Wyścigu Pokoju oraz 1. miejsce w klasyfikacji najaktywniejszych - 1. miejsce na 1. etapie Praga – Karlowe Wary - 1. miejsce na 3. etapie Pilzno – Uście nad Łabą - 1. miejsce na 5. etapie Hradec Králové – Wrocław - 5. miejsce w mistrzostwach Polski ze startu wspólnego - Drużynowy mistrz Skandynawii - 7. miejsce w mistrzostwach Polski w jeździe na czas 1971 - 1. miejsce w wyścigu dookoła Algierii - 1. miejsce na 4. etapie Tijarat – El Khemis - 1. miejsce na 7. etapie Bu Sa’ada – Biskira - 1. miejsce w wyścigu dookoła Annaby - 1. miejsce w Wyścigu Pokoju - 1. miejsce na 8. podetapie Bischofswerda – Drezno - 1. miejsce na 14. etapie Liberec – Praga - 35. miejsce w wyścigu Tour de Pologne ( 1. miejsce w klasyfikacji najaktywniejszych i 1. miejsce w klasyfikacji górskiej) - 1. miejsce na 6. etapie Rawicz – Zgorzelec - 1. miejsce na 10. etapie Rybnik – Rybnik - 1. miejsce w wyścigu przedolimpijskim w Monachium - 1. miejsce w wyścigu dookoła Bułgarii ( 1. miejsce w klasyfikacji górskiej i 1. miejsce w klasyfikacji najaktywniejszych) - 1. miejsce na 2. podetapie Dupnica – Pazardżik - 1. miejsce na 6. etapie Burgas – Dobricz - 1. miejsce na 9. etapie Łowecz – Wraca - 1. miejsce na 12. etapie Wraca – Sofia 1972 - 9. miejsce w wyścigu dookoła Annaby ( 1. miejsce w klasyfikacji górskiej i 1. miejsce w klasyfikacji najaktywniejszych) - 1. miejsce na 2. podetapie Konstantyna – Konstantyna - 1. miejsce na 2. podetapie Konstantyna – Skikda - 2. miejsce w wyścigu Tour du Loir-Et-Cheir - 1. miejsce w wyścigu dookoła Szkocji - 1. miejsce na 1. etapie Glasgow – Leven - 1. miejsce na 4. etapie East Kilbride – Dumfries - 17. miejsce w Wyścigu Pokoju ( 1. miejsce w klasyfikacji najaktywniejszych oraz 1. miejsce w klasyfikacji górskiej) - 1. miejsce na 10. etapie Zlin – Trzyniec - 1. miejsce na 13. etapie Rzeszów – Lublin - 1. miejsce na 14. etapie Lublin – Warszawa 1973 - 3. miejsce w wyścigu dookoła Algierii - 3. miejsce w Tour du Vaucluse - 2. miejsce w wyścigu Circuit de la Sarthe oraz 1. miejsce w klasyfikacji najaktywniejszych - 1. miejsce w Wyścigu Pokoju oraz 1. miejsce w klasyfikacji górskiej - 1. miejsce w prologu Praga – Praga - 1. miejsce na 3. etapie Brno – Dubnica nad Váhom - 1. miejsce na 8. podetapie Starachowice – Radom - 2. miejsce w wyścigu Tour de Pologne ( 1. miejsce w klasyfikacji najaktywniejszych i 1. miejsce na najszybszego) - 1. miejsce na 1. etapie Warszawa – Warszawa - 1. miejsce na 2. etapie Warszawa – Sochaczew - 1. miejsce na 4. etapie Inowrocław – Piła - 1. miejsce na 6. etapie Sławno – Koszalin - 1. miejsce na 11. etapie Lubin – Leszno | 1968 - 4. miejsce w mistrzostwach Polski ze startu wspólnego - 10. miejsce w wyścigu Tour de Pologne - 1. miejsce na 6. etapie Rybnik – Brzeg 1969 - 1. miejsce w wyścigu Circuit de la Sarthe - 2. miejsce w Wyścigu Pokoju - 1. miejsce na 2. etapie Warszawa – Łódź - 2. miejsce w wyścigu Dookoła Mazowsza - 3. miejsce w wyścigu Tour de Pologne - 1. miejsce na 7. etapie Kołobrzeg – Nowogard - 1. miejsce na 8. etapie Nowogard – Strzelce Krajeńskie 1970 - 2. miejsce w wyścigu Circuit de la Sarthe - 1. miejsce w Wyścigu Pokoju oraz 1. miejsce w klasyfikacji najaktywniejszych - 1. miejsce na 1. etapie Praga – Karlowe Wary - 1. miejsce na 3. etapie Pilzno – Uście nad Łabą - 1. miejsce na 5. etapie Hradec Králové – Wrocław - 5. miejsce w mistrzostwach Polski ze startu wspólnego - Drużynowy mistrz Skandynawii - 7. miejsce w mistrzostwach Polski w jeździe na czas 1971 - 1. miejsce w wyścigu dookoła Algierii - 1. miejsce na 4. etapie Tijarat – El Khemis - 1. miejsce na 7. etapie Bu Sa’ada – Biskira - 1. miejsce w wyścigu dookoła Annaby - 1. miejsce w Wyścigu Pokoju - 1. miejsce na 8. podetapie Bischofswerda – Drezno - 1. miejsce na 14. etapie Liberec – Praga - 35. miejsce w wyścigu Tour de Pologne ( 1. miejsce w klasyfikacji najaktywniejszych i 1. miejsce w klasyfikacji górskiej) - 1. miejsce na 6. etapie Rawicz – Zgorzelec - 1. miejsce na 10. etapie Rybnik – Rybnik - 1. miejsce w wyścigu przedolimpijskim w Monachium - 1. miejsce w wyścigu dookoła Bułgarii ( 1. miejsce w klasyfikacji górskiej i 1. miejsce w klasyfikacji najaktywniejszych) - 1. miejsce na 2. podetapie Dupnica – Pazardżik - 1. miejsce na 6. etapie Burgas – Dobricz - 1. miejsce na 9. etapie Łowecz – Wraca - 1. miejsce na 12. etapie Wraca – Sofia 1972 - 9. miejsce w wyścigu dookoła Annaby ( 1. miejsce w klasyfikacji górskiej i 1. miejsce w klasyfikacji najaktywniejszych) - 1. miejsce na 2. podetapie Konstantyna – Konstantyna - 1. miejsce na 2. podetapie Konstantyna – Skikda - 2. miejsce w wyścigu Tour du Loir-Et-Cheir - 1. miejsce w wyścigu dookoła Szkocji - 1. miejsce na 1. etapie Glasgow – Leven - 1. miejsce na 4. etapie East Kilbride – Dumfries - 17. miejsce w Wyścigu Pokoju ( 1. miejsce w klasyfikacji najaktywniejszych oraz 1. miejsce w klasyfikacji górskiej) - 1. miejsce na 10. etapie Zlin – Trzyniec - 1. miejsce na 13. etapie Rzeszów – Lublin - 1. miejsce na 14. etapie Lublin – Warszawa 1973 - 3. miejsce w wyścigu dookoła Algierii - 3. miejsce w Tour du Vaucluse - 2. miejsce w wyścigu Circuit de la Sarthe oraz 1. miejsce w klasyfikacji najaktywniejszych - 1. miejsce w Wyścigu Pokoju oraz 1. miejsce w klasyfikacji górskiej - 1. miejsce w prologu Praga – Praga - 1. miejsce na 3. etapie Brno – Dubnica nad Váhom - 1. miejsce na 8. podetapie Starachowice – Radom - 2. miejsce w wyścigu Tour de Pologne ( 1. miejsce w klasyfikacji najaktywniejszych i 1. miejsce na najszybszego) - 1. miejsce na 1. etapie Warszawa – Warszawa - 1. miejsce na 2. etapie Warszawa – Sochaczew - 1. miejsce na 4. etapie Inowrocław – Piła - 1. miejsce na 6. etapie Sławno – Koszalin - 1. miejsce na 11. etapie Lubin – Leszno | 1968 - 4. miejsce w mistrzostwach Polski ze startu wspólnego - 10. miejsce w wyścigu Tour de Pologne - 1. miejsce na 6. etapie Rybnik – Brzeg 1969 - 1. miejsce w wyścigu Circuit de la Sarthe - 2. miejsce w Wyścigu Pokoju - 1. miejsce na 2. etapie Warszawa – Łódź - 2. miejsce w wyścigu Dookoła Mazowsza - 3. miejsce w wyścigu Tour de Pologne - 1. miejsce na 7. etapie Kołobrzeg – Nowogard - 1. miejsce na 8. etapie Nowogard – Strzelce Krajeńskie 1970 - 2. miejsce w wyścigu Circuit de la Sarthe - 1. miejsce w Wyścigu Pokoju oraz 1. miejsce w klasyfikacji najaktywniejszych - 1. miejsce na 1. etapie Praga – Karlowe Wary - 1. miejsce na 3. etapie Pilzno – Uście nad Łabą - 1. miejsce na 5. etapie Hradec Králové – Wrocław - 5. miejsce w mistrzostwach Polski ze startu wspólnego - Drużynowy mistrz Skandynawii - 7. miejsce w mistrzostwach Polski w jeździe na czas 1971 - 1. miejsce w wyścigu dookoła Algierii - 1. miejsce na 4. etapie Tijarat – El Khemis - 1. miejsce na 7. etapie Bu Sa’ada – Biskira - 1. miejsce w wyścigu dookoła Annaby - 1. miejsce w Wyścigu Pokoju - 1. miejsce na 8. podetapie Bischofswerda – Drezno - 1. miejsce na 14. etapie Liberec – Praga - 35. miejsce w wyścigu Tour de Pologne ( 1. miejsce w klasyfikacji najaktywniejszych i 1. miejsce w klasyfikacji górskiej) - 1. miejsce na 6. etapie Rawicz – Zgorzelec - 1. miejsce na 10. etapie Rybnik – Rybnik - 1. miejsce w wyścigu przedolimpijskim w Monachium - 1. miejsce w wyścigu dookoła Bułgarii ( 1. miejsce w klasyfikacji górskiej i 1. miejsce w klasyfikacji najaktywniejszych) - 1. miejsce na 2. podetapie Dupnica – Pazardżik - 1. miejsce na 6. etapie Burgas – Dobricz - 1. miejsce na 9. etapie Łowecz – Wraca - 1. miejsce na 12. etapie Wraca – Sofia 1972 - 9. miejsce w wyścigu dookoła Annaby ( 1. miejsce w klasyfikacji górskiej i 1. miejsce w klasyfikacji najaktywniejszych) - 1. miejsce na 2. podetapie Konstantyna – Konstantyna - 1. miejsce na 2. podetapie Konstantyna – Skikda - 2. miejsce w wyścigu Tour du Loir-Et-Cheir - 1. miejsce w wyścigu dookoła Szkocji - 1. miejsce na 1. etapie Glasgow – Leven - 1. miejsce na 4. etapie East Kilbride – Dumfries - 17. miejsce w Wyścigu Pokoju ( 1. miejsce w klasyfikacji najaktywniejszych oraz 1. miejsce w klasyfikacji górskiej) - 1. miejsce na 10. etapie Zlin – Trzyniec - 1. miejsce na 13. etapie Rzeszów – Lublin - 1. miejsce na 14. etapie Lublin – Warszawa 1973 - 3. miejsce w wyścigu dookoła Algierii - 3. miejsce w Tour du Vaucluse - 2. miejsce w wyścigu Circuit de la Sarthe oraz 1. miejsce w klasyfikacji najaktywniejszych - 1. miejsce w Wyścigu Pokoju oraz 1. miejsce w klasyfikacji górskiej - 1. miejsce w prologu Praga – Praga - 1. miejsce na 3. etapie Brno – Dubnica nad Váhom - 1. miejsce na 8. podetapie Starachowice – Radom - 2. miejsce w wyścigu Tour de Pologne ( 1. miejsce w klasyfikacji najaktywniejszych i 1. miejsce na najszybszego) - 1. miejsce na 1. etapie Warszawa – Warszawa - 1. miejsce na 2. etapie Warszawa – Sochaczew - 1. miejsce na 4. etapie Inowrocław – Piła - 1. miejsce na 6. etapie Sławno – Koszalin - 1. miejsce na 11. etapie Lubin – Leszno | 1968 - 4. miejsce w mistrzostwach Polski ze startu wspólnego - 10. miejsce w wyścigu Tour de Pologne - 1. miejsce na 6. etapie Rybnik – Brzeg 1969 - 1. miejsce w wyścigu Circuit de la Sarthe - 2. miejsce w Wyścigu Pokoju - 1. miejsce na 2. etapie Warszawa – Łódź - 2. miejsce w wyścigu Dookoła Mazowsza - 3. miejsce w wyścigu Tour de Pologne - 1. miejsce na 7. etapie Kołobrzeg – Nowogard - 1. miejsce na 8. etapie Nowogard – Strzelce Krajeńskie 1970 - 2. miejsce w wyścigu Circuit de la Sarthe - 1. miejsce w Wyścigu Pokoju oraz 1. miejsce w klasyfikacji najaktywniejszych - 1. miejsce na 1. etapie Praga – Karlowe Wary - 1. miejsce na 3. etapie Pilzno – Uście nad Łabą - 1. miejsce na 5. etapie Hradec Králové – Wrocław - 5. miejsce w mistrzostwach Polski ze startu wspólnego - Drużynowy mistrz Skandynawii - 7. miejsce w mistrzostwach Polski w jeździe na czas 1971 - 1. miejsce w wyścigu dookoła Algierii - 1. miejsce na 4. etapie Tijarat – El Khemis - 1. miejsce na 7. etapie Bu Sa’ada – Biskira - 1. miejsce w wyścigu dookoła Annaby - 1. miejsce w Wyścigu Pokoju - 1. miejsce na 8. podetapie Bischofswerda – Drezno - 1. miejsce na 14. etapie Liberec – Praga - 35. miejsce w wyścigu Tour de Pologne ( 1. miejsce w klasyfikacji najaktywniejszych i 1. miejsce w klasyfikacji górskiej) - 1. miejsce na 6. etapie Rawicz – Zgorzelec - 1. miejsce na 10. etapie Rybnik – Rybnik - 1. miejsce w wyścigu przedolimpijskim w Monachium - 1. miejsce w wyścigu dookoła Bułgarii ( 1. miejsce w klasyfikacji górskiej i 1. miejsce w klasyfikacji najaktywniejszych) - 1. miejsce na 2. podetapie Dupnica – Pazardżik - 1. miejsce na 6. etapie Burgas – Dobricz - 1. miejsce na 9. etapie Łowecz – Wraca - 1. miejsce na 12. etapie Wraca – Sofia 1972 - 9. miejsce w wyścigu dookoła Annaby ( 1. miejsce w klasyfikacji górskiej i 1. miejsce w klasyfikacji najaktywniejszych) - 1. miejsce na 2. podetapie Konstantyna – Konstantyna - 1. miejsce na 2. podetapie Konstantyna – Skikda - 2. miejsce w wyścigu Tour du Loir-Et-Cheir - 1. miejsce w wyścigu dookoła Szkocji - 1. miejsce na 1. etapie Glasgow – Leven - 1. miejsce na 4. etapie East Kilbride – Dumfries - 17. miejsce w Wyścigu Pokoju ( 1. miejsce w klasyfikacji najaktywniejszych oraz 1. miejsce w klasyfikacji górskiej) - 1. miejsce na 10. etapie Zlin – Trzyniec - 1. miejsce na 13. etapie Rzeszów – Lublin - 1. miejsce na 14. etapie Lublin – Warszawa 1973 - 3. miejsce w wyścigu dookoła Algierii - 3. miejsce w Tour du Vaucluse - 2. miejsce w wyścigu Circuit de la Sarthe oraz 1. miejsce w klasyfikacji najaktywniejszych - 1. miejsce w Wyścigu Pokoju oraz 1. miejsce w klasyfikacji górskiej - 1. miejsce w prologu Praga – Praga - 1. miejsce na 3. etapie Brno – Dubnica nad Váhom - 1. miejsce na 8. podetapie Starachowice – Radom - 2. miejsce w wyścigu Tour de Pologne ( 1. miejsce w klasyfikacji najaktywniejszych i 1. miejsce na najszybszego) - 1. miejsce na 1. etapie Warszawa – Warszawa - 1. miejsce na 2. etapie Warszawa – Sochaczew - 1. miejsce na 4. etapie Inowrocław – Piła - 1. miejsce na 6. etapie Sławno – Koszalin - 1. miejsce na 11. etapie Lubin – Leszno | 1968 - 4. miejsce w mistrzostwach Polski ze startu wspólnego - 10. miejsce w wyścigu Tour de Pologne - 1. miejsce na 6. etapie Rybnik – Brzeg 1969 - 1. miejsce w wyścigu Circuit de la Sarthe - 2. miejsce w Wyścigu Pokoju - 1. miejsce na 2. etapie Warszawa – Łódź - 2. miejsce w wyścigu Dookoła Mazowsza - 3. miejsce w wyścigu Tour de Pologne - 1. miejsce na 7. etapie Kołobrzeg – Nowogard - 1. miejsce na 8. etapie Nowogard – Strzelce Krajeńskie 1970 - 2. miejsce w wyścigu Circuit de la Sarthe - 1. miejsce w Wyścigu Pokoju oraz 1. miejsce w klasyfikacji najaktywniejszych - 1. miejsce na 1. etapie Praga – Karlowe Wary - 1. miejsce na 3. etapie Pilzno – Uście nad Łabą - 1. miejsce na 5. etapie Hradec Králové – Wrocław - 5. miejsce w mistrzostwach Polski ze startu wspólnego - Drużynowy mistrz Skandynawii - 7. miejsce w mistrzostwach Polski w jeździe na czas 1971 - 1. miejsce w wyścigu dookoła Algierii - 1. miejsce na 4. etapie Tijarat – El Khemis - 1. miejsce na 7. etapie Bu Sa’ada – Biskira - 1. miejsce w wyścigu dookoła Annaby - 1. miejsce w Wyścigu Pokoju - 1. miejsce na 8. podetapie Bischofswerda – Drezno - 1. miejsce na 14. etapie Liberec – Praga - 35. miejsce w wyścigu Tour de Pologne ( 1. miejsce w klasyfikacji najaktywniejszych i 1. miejsce w klasyfikacji górskiej) - 1. miejsce na 6. etapie Rawicz – Zgorzelec - 1. miejsce na 10. etapie Rybnik – Rybnik - 1. miejsce w wyścigu przedolimpijskim w Monachium - 1. miejsce w wyścigu dookoła Bułgarii ( 1. miejsce w klasyfikacji górskiej i 1. miejsce w klasyfikacji najaktywniejszych) - 1. miejsce na 2. podetapie Dupnica – Pazardżik - 1. miejsce na 6. etapie Burgas – Dobricz - 1. miejsce na 9. etapie Łowecz – Wraca - 1. miejsce na 12. etapie Wraca – Sofia 1972 - 9. miejsce w wyścigu dookoła Annaby ( 1. miejsce w klasyfikacji górskiej i 1. miejsce w klasyfikacji najaktywniejszych) - 1. miejsce na 2. podetapie Konstantyna – Konstantyna - 1. miejsce na 2. podetapie Konstantyna – Skikda - 2. miejsce w wyścigu Tour du Loir-Et-Cheir - 1. miejsce w wyścigu dookoła Szkocji - 1. miejsce na 1. etapie Glasgow – Leven - 1. miejsce na 4. etapie East Kilbride – Dumfries - 17. miejsce w Wyścigu Pokoju ( 1. miejsce w klasyfikacji najaktywniejszych oraz 1. miejsce w klasyfikacji górskiej) - 1. miejsce na 10. etapie Zlin – Trzyniec - 1. miejsce na 13. etapie Rzeszów – Lublin - 1. miejsce na 14. etapie Lublin – Warszawa 1973 - 3. miejsce w wyścigu dookoła Algierii - 3. miejsce w Tour du Vaucluse - 2. miejsce w wyścigu Circuit de la Sarthe oraz 1. miejsce w klasyfikacji najaktywniejszych - 1. miejsce w Wyścigu Pokoju oraz 1. miejsce w klasyfikacji górskiej - 1. miejsce w prologu Praga – Praga - 1. miejsce na 3. etapie Brno – Dubnica nad Váhom - 1. miejsce na 8. podetapie Starachowice – Radom - 2. miejsce w wyścigu Tour de Pologne ( 1. miejsce w klasyfikacji najaktywniejszych i 1. miejsce na najszybszego) - 1. miejsce na 1. etapie Warszawa – Warszawa - 1. miejsce na 2. etapie Warszawa – Sochaczew - 1. miejsce na 4. etapie Inowrocław – Piła - 1. miejsce na 6. etapie Sławno – Koszalin - 1. miejsce na 11. etapie Lubin – Leszno | 1974 - 28. miejsce w wyścigu Paryż-Nicea - 2. miejsce na 1. etapie Saint-Fargeau-Ponthierry – Orlean - 3. miejsce na 4. etapie Saint-Étienne – Orange - 3. miejsce na 7. etapie Seillans – Nicea - 1. miejsce w wyścigu Tour du Limousin ( 1. miejsce w klasyfikacji górskiej i 1. miejsce w klasyfikacji najaktywniejszych) - 2. miejsce w wyścigu Milk Race ( 1. miejsce w klasyfikacji najaktywniejszych i 1. miejsce w klasyfikacji punktowej) - 1. miejsce na 3. etapie Wolverhampton – Llandudno - 1. miejsce na 5. etapie Chester – Nottingham - 1. miejsce w Małopolskim Wyścigu Górskim - 4. miejsce w wyścigu dookoła Toledo - 13. miejsce w wyścigu Tour de Pologne ( 1. miejsce w klasyfikacji najaktywniejszych i 1. miejsce w klasyfikacji górskiej) - 1. miejsce na 6. etapie Rybnik – Szczyrk - 1. miejsce na 11. etapie Kraśnik – Radom - 5. miejsce w mistrzostwach Polski w jeździe na czas 1975 - 3. miejsce w wyścigu Tour Loir-Et-Cher oraz 1. miejsce w klasyfikacji najaktywniejszych - 1. miejsce w Wyścigu Pokoju oraz 1. miejsce w klasyfikacji najaktywniejszych - 1. miejsce na 8. etapie Trzyniec – Opole - 2. miejsce w wyścigu dookoła Szkocji oraz 1. miejsce w klasyfikacji najaktywniejszych - 1. miejsce na 2. etapie Ayr – Dumfries - 1. miejsce na 4. etapie Galashiels – Leven 1976 - 5. miejsce w wyścigu Milk Race oraz 1. miejsce w klasyfikacji najaktywniejszych - 1. miejsce na 2. etapie Swindon – Great Malvern - 1. miejsce na 3. etapie Great Malvern – Aberystwyth - 1. miejsce na 10. etapie Scarborough – Darlington 1977 - 1. miejsce w wyścigu dookoła Turcji oraz 1. miejsce w klasyfikacji górskiej - 1. miejsce w wyścigu dookoła Dolnej Austrii - 1. miejsce w wyścigu o Puchar Ministra Obrony Narodowej - 6. miejsce w mistrzostwach Polski ze startu wspólnego - 1. miejsce w wyścigu Dookoła Mazowsza - 1. miejsce w Małopolskim Wyścigu Górskim 1978 - 1. miejsce w wyścigu Szlakiem Grodów Piastowskich - 5. miejsce w wyścigu dookoła Dolnej Austrii - 6. miejsce w wyścigu dookoła Austrii oraz 1. miejsce w klasyfikacji punktowej - 1. miejsce na 2. etapie Graz – Klagenfurt am Wörthersee - 1. miejsce na 5. etapie Kaprun – Innsbruck - 1. miejsce na 7. etapie Salzburg – Linz - 1. miejsce na 8. etapie Pucking – Pucking - 1. miejsce w wyścigu Dookoła Mazowsza oraz 1. miejsce w klasyfikacji najaktywniejszych - 1. miejsce na 1. etapie Mława – Mława - 1. miejsce na 4. etapie Przasnysz – Sokołów Podlaski 1979 - 1. miejsce w wyścigu dookoła Annaby - 10. miejsce w wyścigu Tour de Pologne oraz 1. miejsce w klasyfikacji punktowej - 1. miejsce na 8. etapie Jelenia Góra – Karpacz - 1. miejsce na 9. etapie Jelenia Góra – Leszno - 1. miejsce w wyścigu dookoła Egiptu 1980 - 1. miejsce w wyścigu o Puchar Ministra Obrony Narodowej - 2. miejsce w wyścigu Dookoła Mazowsza 1981 - 1. miejsce w wyścigu Szlakiem Grodów Piastowskich oraz 1. miejsce w klasyfikacji najaktywniejszych 1982 - 5. miejsce w mistrzostwach Polski ze startu wspólnego 1983 - 3. miejsce w wyścigu Dookoła Mazowsza - 1. miejsce na 2. etapie Piaseczno – Sokołów Podlaski 1984 - 59. miejsce w wyścigu Tour de Pologne - 1. miejsce na 1. etapie Warszawa – Radom | 1974 - 28. miejsce w wyścigu Paryż-Nicea - 2. miejsce na 1. etapie Saint-Fargeau-Ponthierry – Orlean - 3. miejsce na 4. etapie Saint-Étienne – Orange - 3. miejsce na 7. etapie Seillans – Nicea - 1. miejsce w wyścigu Tour du Limousin ( 1. miejsce w klasyfikacji górskiej i 1. miejsce w klasyfikacji najaktywniejszych) - 2. miejsce w wyścigu Milk Race ( 1. miejsce w klasyfikacji najaktywniejszych i 1. miejsce w klasyfikacji punktowej) - 1. miejsce na 3. etapie Wolverhampton – Llandudno - 1. miejsce na 5. etapie Chester – Nottingham - 1. miejsce w Małopolskim Wyścigu Górskim - 4. miejsce w wyścigu dookoła Toledo - 13. miejsce w wyścigu Tour de Pologne ( 1. miejsce w klasyfikacji najaktywniejszych i 1. miejsce w klasyfikacji górskiej) - 1. miejsce na 6. etapie Rybnik – Szczyrk - 1. miejsce na 11. etapie Kraśnik – Radom - 5. miejsce w mistrzostwach Polski w jeździe na czas 1975 - 3. miejsce w wyścigu Tour Loir-Et-Cher oraz 1. miejsce w klasyfikacji najaktywniejszych - 1. miejsce w Wyścigu Pokoju oraz 1. miejsce w klasyfikacji najaktywniejszych - 1. miejsce na 8. etapie Trzyniec – Opole - 2. miejsce w wyścigu dookoła Szkocji oraz 1. miejsce w klasyfikacji najaktywniejszych - 1. miejsce na 2. etapie Ayr – Dumfries - 1. miejsce na 4. etapie Galashiels – Leven 1976 - 5. miejsce w wyścigu Milk Race oraz 1. miejsce w klasyfikacji najaktywniejszych - 1. miejsce na 2. etapie Swindon – Great Malvern - 1. miejsce na 3. etapie Great Malvern – Aberystwyth - 1. miejsce na 10. etapie Scarborough – Darlington 1977 - 1. miejsce w wyścigu dookoła Turcji oraz 1. miejsce w klasyfikacji górskiej - 1. miejsce w wyścigu dookoła Dolnej Austrii - 1. miejsce w wyścigu o Puchar Ministra Obrony Narodowej - 6. miejsce w mistrzostwach Polski ze startu wspólnego - 1. miejsce w wyścigu Dookoła Mazowsza - 1. miejsce w Małopolskim Wyścigu Górskim 1978 - 1. miejsce w wyścigu Szlakiem Grodów Piastowskich - 5. miejsce w wyścigu dookoła Dolnej Austrii - 6. miejsce w wyścigu dookoła Austrii oraz 1. miejsce w klasyfikacji punktowej - 1. miejsce na 2. etapie Graz – Klagenfurt am Wörthersee - 1. miejsce na 5. etapie Kaprun – Innsbruck - 1. miejsce na 7. etapie Salzburg – Linz - 1. miejsce na 8. etapie Pucking – Pucking - 1. miejsce w wyścigu Dookoła Mazowsza oraz 1. miejsce w klasyfikacji najaktywniejszych - 1. miejsce na 1. etapie Mława – Mława - 1. miejsce na 4. etapie Przasnysz – Sokołów Podlaski 1979 - 1. miejsce w wyścigu dookoła Annaby - 10. miejsce w wyścigu Tour de Pologne oraz 1. miejsce w klasyfikacji punktowej - 1. miejsce na 8. etapie Jelenia Góra – Karpacz - 1. miejsce na 9. etapie Jelenia Góra – Leszno - 1. miejsce w wyścigu dookoła Egiptu 1980 - 1. miejsce w wyścigu o Puchar Ministra Obrony Narodowej - 2. miejsce w wyścigu Dookoła Mazowsza 1981 - 1. miejsce w wyścigu Szlakiem Grodów Piastowskich oraz 1. miejsce w klasyfikacji najaktywniejszych 1982 - 5. miejsce w mistrzostwach Polski ze startu wspólnego 1983 - 3. miejsce w wyścigu Dookoła Mazowsza - 1. miejsce na 2. etapie Piaseczno – Sokołów Podlaski 1984 - 59. miejsce w wyścigu Tour de Pologne - 1. miejsce na 1. etapie Warszawa – Radom | 1974 - 28. miejsce w wyścigu Paryż-Nicea - 2. miejsce na 1. etapie Saint-Fargeau-Ponthierry – Orlean - 3. miejsce na 4. etapie Saint-Étienne – Orange - 3. miejsce na 7. etapie Seillans – Nicea - 1. miejsce w wyścigu Tour du Limousin ( 1. miejsce w klasyfikacji górskiej i 1. miejsce w klasyfikacji najaktywniejszych) - 2. miejsce w wyścigu Milk Race ( 1. miejsce w klasyfikacji najaktywniejszych i 1. miejsce w klasyfikacji punktowej) - 1. miejsce na 3. etapie Wolverhampton – Llandudno - 1. miejsce na 5. etapie Chester – Nottingham - 1. miejsce w Małopolskim Wyścigu Górskim - 4. miejsce w wyścigu dookoła Toledo - 13. miejsce w wyścigu Tour de Pologne ( 1. miejsce w klasyfikacji najaktywniejszych i 1. miejsce w klasyfikacji górskiej) - 1. miejsce na 6. etapie Rybnik – Szczyrk - 1. miejsce na 11. etapie Kraśnik – Radom - 5. miejsce w mistrzostwach Polski w jeździe na czas 1975 - 3. miejsce w wyścigu Tour Loir-Et-Cher oraz 1. miejsce w klasyfikacji najaktywniejszych - 1. miejsce w Wyścigu Pokoju oraz 1. miejsce w klasyfikacji najaktywniejszych - 1. miejsce na 8. etapie Trzyniec – Opole - 2. miejsce w wyścigu dookoła Szkocji oraz 1. miejsce w klasyfikacji najaktywniejszych - 1. miejsce na 2. etapie Ayr – Dumfries - 1. miejsce na 4. etapie Galashiels – Leven 1976 - 5. miejsce w wyścigu Milk Race oraz 1. miejsce w klasyfikacji najaktywniejszych - 1. miejsce na 2. etapie Swindon – Great Malvern - 1. miejsce na 3. etapie Great Malvern – Aberystwyth - 1. miejsce na 10. etapie Scarborough – Darlington 1977 - 1. miejsce w wyścigu dookoła Turcji oraz 1. miejsce w klasyfikacji górskiej - 1. miejsce w wyścigu dookoła Dolnej Austrii - 1. miejsce w wyścigu o Puchar Ministra Obrony Narodowej - 6. miejsce w mistrzostwach Polski ze startu wspólnego - 1. miejsce w wyścigu Dookoła Mazowsza - 1. miejsce w Małopolskim Wyścigu Górskim 1978 - 1. miejsce w wyścigu Szlakiem Grodów Piastowskich - 5. miejsce w wyścigu dookoła Dolnej Austrii - 6. miejsce w wyścigu dookoła Austrii oraz 1. miejsce w klasyfikacji punktowej - 1. miejsce na 2. etapie Graz – Klagenfurt am Wörthersee - 1. miejsce na 5. etapie Kaprun – Innsbruck - 1. miejsce na 7. etapie Salzburg – Linz - 1. miejsce na 8. etapie Pucking – Pucking - 1. miejsce w wyścigu Dookoła Mazowsza oraz 1. miejsce w klasyfikacji najaktywniejszych - 1. miejsce na 1. etapie Mława – Mława - 1. miejsce na 4. etapie Przasnysz – Sokołów Podlaski 1979 - 1. miejsce w wyścigu dookoła Annaby - 10. miejsce w wyścigu Tour de Pologne oraz 1. miejsce w klasyfikacji punktowej - 1. miejsce na 8. etapie Jelenia Góra – Karpacz - 1. miejsce na 9. etapie Jelenia Góra – Leszno - 1. miejsce w wyścigu dookoła Egiptu 1980 - 1. miejsce w wyścigu o Puchar Ministra Obrony Narodowej - 2. miejsce w wyścigu Dookoła Mazowsza 1981 - 1. miejsce w wyścigu Szlakiem Grodów Piastowskich oraz 1. miejsce w klasyfikacji najaktywniejszych 1982 - 5. miejsce w mistrzostwach Polski ze startu wspólnego 1983 - 3. miejsce w wyścigu Dookoła Mazowsza - 1. miejsce na 2. etapie Piaseczno – Sokołów Podlaski 1984 - 59. miejsce w wyścigu Tour de Pologne - 1. miejsce na 1. etapie Warszawa – Radom | 1974 - 28. miejsce w wyścigu Paryż-Nicea - 2. miejsce na 1. etapie Saint-Fargeau-Ponthierry – Orlean - 3. miejsce na 4. etapie Saint-Étienne – Orange - 3. miejsce na 7. etapie Seillans – Nicea - 1. miejsce w wyścigu Tour du Limousin ( 1. miejsce w klasyfikacji górskiej i 1. miejsce w klasyfikacji najaktywniejszych) - 2. miejsce w wyścigu Milk Race ( 1. miejsce w klasyfikacji najaktywniejszych i 1. miejsce w klasyfikacji punktowej) - 1. miejsce na 3. etapie Wolverhampton – Llandudno - 1. miejsce na 5. etapie Chester – Nottingham - 1. miejsce w Małopolskim Wyścigu Górskim - 4. miejsce w wyścigu dookoła Toledo - 13. miejsce w wyścigu Tour de Pologne ( 1. miejsce w klasyfikacji najaktywniejszych i 1. miejsce w klasyfikacji górskiej) - 1. miejsce na 6. etapie Rybnik – Szczyrk - 1. miejsce na 11. etapie Kraśnik – Radom - 5. miejsce w mistrzostwach Polski w jeździe na czas 1975 - 3. miejsce w wyścigu Tour Loir-Et-Cher oraz 1. miejsce w klasyfikacji najaktywniejszych - 1. miejsce w Wyścigu Pokoju oraz 1. miejsce w klasyfikacji najaktywniejszych - 1. miejsce na 8. etapie Trzyniec – Opole - 2. miejsce w wyścigu dookoła Szkocji oraz 1. miejsce w klasyfikacji najaktywniejszych - 1. miejsce na 2. etapie Ayr – Dumfries - 1. miejsce na 4. etapie Galashiels – Leven 1976 - 5. miejsce w wyścigu Milk Race oraz 1. miejsce w klasyfikacji najaktywniejszych - 1. miejsce na 2. etapie Swindon – Great Malvern - 1. miejsce na 3. etapie Great Malvern – Aberystwyth - 1. miejsce na 10. etapie Scarborough – Darlington 1977 - 1. miejsce w wyścigu dookoła Turcji oraz 1. miejsce w klasyfikacji górskiej - 1. miejsce w wyścigu dookoła Dolnej Austrii - 1. miejsce w wyścigu o Puchar Ministra Obrony Narodowej - 6. miejsce w mistrzostwach Polski ze startu wspólnego - 1. miejsce w wyścigu Dookoła Mazowsza - 1. miejsce w Małopolskim Wyścigu Górskim 1978 - 1. miejsce w wyścigu Szlakiem Grodów Piastowskich - 5. miejsce w wyścigu dookoła Dolnej Austrii - 6. miejsce w wyścigu dookoła Austrii oraz 1. miejsce w klasyfikacji punktowej - 1. miejsce na 2. etapie Graz – Klagenfurt am Wörthersee - 1. miejsce na 5. etapie Kaprun – Innsbruck - 1. miejsce na 7. etapie Salzburg – Linz - 1. miejsce na 8. etapie Pucking – Pucking - 1. miejsce w wyścigu Dookoła Mazowsza oraz 1. miejsce w klasyfikacji najaktywniejszych - 1. miejsce na 1. etapie Mława – Mława - 1. miejsce na 4. etapie Przasnysz – Sokołów Podlaski 1979 - 1. miejsce w wyścigu dookoła Annaby - 10. miejsce w wyścigu Tour de Pologne oraz 1. miejsce w klasyfikacji punktowej - 1. miejsce na 8. etapie Jelenia Góra – Karpacz - 1. miejsce na 9. etapie Jelenia Góra – Leszno - 1. miejsce w wyścigu dookoła Egiptu 1980 - 1. miejsce w wyścigu o Puchar Ministra Obrony Narodowej - 2. miejsce w wyścigu Dookoła Mazowsza 1981 - 1. miejsce w wyścigu Szlakiem Grodów Piastowskich oraz 1. miejsce w klasyfikacji najaktywniejszych 1982 - 5. miejsce w mistrzostwach Polski ze startu wspólnego 1983 - 3. miejsce w wyścigu Dookoła Mazowsza - 1. miejsce na 2. etapie Piaseczno – Sokołów Podlaski 1984 - 59. miejsce w wyścigu Tour de Pologne - 1. miejsce na 1. etapie Warszawa – Radom | 1974 - 28. miejsce w wyścigu Paryż-Nicea - 2. miejsce na 1. etapie Saint-Fargeau-Ponthierry – Orlean - 3. miejsce na 4. etapie Saint-Étienne – Orange - 3. miejsce na 7. etapie Seillans – Nicea - 1. miejsce w wyścigu Tour du Limousin ( 1. miejsce w klasyfikacji górskiej i 1. miejsce w klasyfikacji najaktywniejszych) - 2. miejsce w wyścigu Milk Race ( 1. miejsce w klasyfikacji najaktywniejszych i 1. miejsce w klasyfikacji punktowej) - 1. miejsce na 3. etapie Wolverhampton – Llandudno - 1. miejsce na 5. etapie Chester – Nottingham - 1. miejsce w Małopolskim Wyścigu Górskim - 4. miejsce w wyścigu dookoła Toledo - 13. miejsce w wyścigu Tour de Pologne ( 1. miejsce w klasyfikacji najaktywniejszych i 1. miejsce w klasyfikacji górskiej) - 1. miejsce na 6. etapie Rybnik – Szczyrk - 1. miejsce na 11. etapie Kraśnik – Radom - 5. miejsce w mistrzostwach Polski w jeździe na czas 1975 - 3. miejsce w wyścigu Tour Loir-Et-Cher oraz 1. miejsce w klasyfikacji najaktywniejszych - 1. miejsce w Wyścigu Pokoju oraz 1. miejsce w klasyfikacji najaktywniejszych - 1. miejsce na 8. etapie Trzyniec – Opole - 2. miejsce w wyścigu dookoła Szkocji oraz 1. miejsce w klasyfikacji najaktywniejszych - 1. miejsce na 2. etapie Ayr – Dumfries - 1. miejsce na 4. etapie Galashiels – Leven 1976 - 5. miejsce w wyścigu Milk Race oraz 1. miejsce w klasyfikacji najaktywniejszych - 1. miejsce na 2. etapie Swindon – Great Malvern - 1. miejsce na 3. etapie Great Malvern – Aberystwyth - 1. miejsce na 10. etapie Scarborough – Darlington 1977 - 1. miejsce w wyścigu dookoła Turcji oraz 1. miejsce w klasyfikacji górskiej - 1. miejsce w wyścigu dookoła Dolnej Austrii - 1. miejsce w wyścigu o Puchar Ministra Obrony Narodowej - 6. miejsce w mistrzostwach Polski ze startu wspólnego - 1. miejsce w wyścigu Dookoła Mazowsza - 1. miejsce w Małopolskim Wyścigu Górskim 1978 - 1. miejsce w wyścigu Szlakiem Grodów Piastowskich - 5. miejsce w wyścigu dookoła Dolnej Austrii - 6. miejsce w wyścigu dookoła Austrii oraz 1. miejsce w klasyfikacji punktowej - 1. miejsce na 2. etapie Graz – Klagenfurt am Wörthersee - 1. miejsce na 5. etapie Kaprun – Innsbruck - 1. miejsce na 7. etapie Salzburg – Linz - 1. miejsce na 8. etapie Pucking – Pucking - 1. miejsce w wyścigu Dookoła Mazowsza oraz 1. miejsce w klasyfikacji najaktywniejszych - 1. miejsce na 1. etapie Mława – Mława - 1. miejsce na 4. etapie Przasnysz – Sokołów Podlaski 1979 - 1. miejsce w wyścigu dookoła Annaby - 10. miejsce w wyścigu Tour de Pologne oraz 1. miejsce w klasyfikacji punktowej - 1. miejsce na 8. etapie Jelenia Góra – Karpacz - 1. miejsce na 9. etapie Jelenia Góra – Leszno - 1. miejsce w wyścigu dookoła Egiptu 1980 - 1. miejsce w wyścigu o Puchar Ministra Obrony Narodowej - 2. miejsce w wyścigu Dookoła Mazowsza 1981 - 1. miejsce w wyścigu Szlakiem Grodów Piastowskich oraz 1. miejsce w klasyfikacji najaktywniejszych 1982 - 5. miejsce w mistrzostwach Polski ze startu wspólnego 1983 - 3. miejsce w wyścigu Dookoła Mazowsza - 1. miejsce na 2. etapie Piaseczno – Sokołów Podlaski 1984 - 59. miejsce w wyścigu Tour de Pologne - 1. miejsce na 1. etapie Warszawa – Radom | 1974 - 28. miejsce w wyścigu Paryż-Nicea - 2. miejsce na 1. etapie Saint-Fargeau-Ponthierry – Orlean - 3. miejsce na 4. etapie Saint-Étienne – Orange - 3. miejsce na 7. etapie Seillans – Nicea - 1. miejsce w wyścigu Tour du Limousin ( 1. miejsce w klasyfikacji górskiej i 1. miejsce w klasyfikacji najaktywniejszych) - 2. miejsce w wyścigu Milk Race ( 1. miejsce w klasyfikacji najaktywniejszych i 1. miejsce w klasyfikacji punktowej) - 1. miejsce na 3. etapie Wolverhampton – Llandudno - 1. miejsce na 5. etapie Chester – Nottingham - 1. miejsce w Małopolskim Wyścigu Górskim - 4. miejsce w wyścigu dookoła Toledo - 13. miejsce w wyścigu Tour de Pologne ( 1. miejsce w klasyfikacji najaktywniejszych i 1. miejsce w klasyfikacji górskiej) - 1. miejsce na 6. etapie Rybnik – Szczyrk - 1. miejsce na 11. etapie Kraśnik – Radom - 5. miejsce w mistrzostwach Polski w jeździe na czas 1975 - 3. miejsce w wyścigu Tour Loir-Et-Cher oraz 1. miejsce w klasyfikacji najaktywniejszych - 1. miejsce w Wyścigu Pokoju oraz 1. miejsce w klasyfikacji najaktywniejszych - 1. miejsce na 8. etapie Trzyniec – Opole - 2. miejsce w wyścigu dookoła Szkocji oraz 1. miejsce w klasyfikacji najaktywniejszych - 1. miejsce na 2. etapie Ayr – Dumfries - 1. miejsce na 4. etapie Galashiels – Leven 1976 - 5. miejsce w wyścigu Milk Race oraz 1. miejsce w klasyfikacji najaktywniejszych - 1. miejsce na 2. etapie Swindon – Great Malvern - 1. miejsce na 3. etapie Great Malvern – Aberystwyth - 1. miejsce na 10. etapie Scarborough – Darlington 1977 - 1. miejsce w wyścigu dookoła Turcji oraz 1. miejsce w klasyfikacji górskiej - 1. miejsce w wyścigu dookoła Dolnej Austrii - 1. miejsce w wyścigu o Puchar Ministra Obrony Narodowej - 6. miejsce w mistrzostwach Polski ze startu wspólnego - 1. miejsce w wyścigu Dookoła Mazowsza - 1. miejsce w Małopolskim Wyścigu Górskim 1978 - 1. miejsce w wyścigu Szlakiem Grodów Piastowskich - 5. miejsce w wyścigu dookoła Dolnej Austrii - 6. miejsce w wyścigu dookoła Austrii oraz 1. miejsce w klasyfikacji punktowej - 1. miejsce na 2. etapie Graz – Klagenfurt am Wörthersee - 1. miejsce na 5. etapie Kaprun – Innsbruck - 1. miejsce na 7. etapie Salzburg – Linz - 1. miejsce na 8. etapie Pucking – Pucking - 1. miejsce w wyścigu Dookoła Mazowsza oraz 1. miejsce w klasyfikacji najaktywniejszych - 1. miejsce na 1. etapie Mława – Mława - 1. miejsce na 4. etapie Przasnysz – Sokołów Podlaski 1979 - 1. miejsce w wyścigu dookoła Annaby - 10. miejsce w wyścigu Tour de Pologne oraz 1. miejsce w klasyfikacji punktowej - 1. miejsce na 8. etapie Jelenia Góra – Karpacz - 1. miejsce na 9. etapie Jelenia Góra – Leszno - 1. miejsce w wyścigu dookoła Egiptu 1980 - 1. miejsce w wyścigu o Puchar Ministra Obrony Narodowej - 2. miejsce w wyścigu Dookoła Mazowsza 1981 - 1. miejsce w wyścigu Szlakiem Grodów Piastowskich oraz 1. miejsce w klasyfikacji najaktywniejszych 1982 - 5. miejsce w mistrzostwach Polski ze startu wspólnego 1983 - 3. miejsce w wyścigu Dookoła Mazowsza - 1. miejsce na 2. etapie Piaseczno – Sokołów Podlaski 1984 - 59. miejsce w wyścigu Tour de Pologne - 1. miejsce na 1. etapie Warszawa – Radom | 1974 - 28. miejsce w wyścigu Paryż-Nicea - 2. miejsce na 1. etapie Saint-Fargeau-Ponthierry – Orlean - 3. miejsce na 4. etapie Saint-Étienne – Orange - 3. miejsce na 7. etapie Seillans – Nicea - 1. miejsce w wyścigu Tour du Limousin ( 1. miejsce w klasyfikacji górskiej i 1. miejsce w klasyfikacji najaktywniejszych) - 2. miejsce w wyścigu Milk Race ( 1. miejsce w klasyfikacji najaktywniejszych i 1. miejsce w klasyfikacji punktowej) - 1. miejsce na 3. etapie Wolverhampton – Llandudno - 1. miejsce na 5. etapie Chester – Nottingham - 1. miejsce w Małopolskim Wyścigu Górskim - 4. miejsce w wyścigu dookoła Toledo - 13. miejsce w wyścigu Tour de Pologne ( 1. miejsce w klasyfikacji najaktywniejszych i 1. miejsce w klasyfikacji górskiej) - 1. miejsce na 6. etapie Rybnik – Szczyrk - 1. miejsce na 11. etapie Kraśnik – Radom - 5. miejsce w mistrzostwach Polski w jeździe na czas 1975 - 3. miejsce w wyścigu Tour Loir-Et-Cher oraz 1. miejsce w klasyfikacji najaktywniejszych - 1. miejsce w Wyścigu Pokoju oraz 1. miejsce w klasyfikacji najaktywniejszych - 1. miejsce na 8. etapie Trzyniec – Opole - 2. miejsce w wyścigu dookoła Szkocji oraz 1. miejsce w klasyfikacji najaktywniejszych - 1. miejsce na 2. etapie Ayr – Dumfries - 1. miejsce na 4. etapie Galashiels – Leven 1976 - 5. miejsce w wyścigu Milk Race oraz 1. miejsce w klasyfikacji najaktywniejszych - 1. miejsce na 2. etapie Swindon – Great Malvern - 1. miejsce na 3. etapie Great Malvern – Aberystwyth - 1. miejsce na 10. etapie Scarborough – Darlington 1977 - 1. miejsce w wyścigu dookoła Turcji oraz 1. miejsce w klasyfikacji górskiej - 1. miejsce w wyścigu dookoła Dolnej Austrii - 1. miejsce w wyścigu o Puchar Ministra Obrony Narodowej - 6. miejsce w mistrzostwach Polski ze startu wspólnego - 1. miejsce w wyścigu Dookoła Mazowsza - 1. miejsce w Małopolskim Wyścigu Górskim 1978 - 1. miejsce w wyścigu Szlakiem Grodów Piastowskich - 5. miejsce w wyścigu dookoła Dolnej Austrii - 6. miejsce w wyścigu dookoła Austrii oraz 1. miejsce w klasyfikacji punktowej - 1. miejsce na 2. etapie Graz – Klagenfurt am Wörthersee - 1. miejsce na 5. etapie Kaprun – Innsbruck - 1. miejsce na 7. etapie Salzburg – Linz - 1. miejsce na 8. etapie Pucking – Pucking - 1. miejsce w wyścigu Dookoła Mazowsza oraz 1. miejsce w klasyfikacji najaktywniejszych - 1. miejsce na 1. etapie Mława – Mława - 1. miejsce na 4. etapie Przasnysz – Sokołów Podlaski 1979 - 1. miejsce w wyścigu dookoła Annaby - 10. miejsce w wyścigu Tour de Pologne oraz 1. miejsce w klasyfikacji punktowej - 1. miejsce na 8. etapie Jelenia Góra – Karpacz - 1. miejsce na 9. etapie Jelenia Góra – Leszno - 1. miejsce w wyścigu dookoła Egiptu 1980 - 1. miejsce w wyścigu o Puchar Ministra Obrony Narodowej - 2. miejsce w wyścigu Dookoła Mazowsza 1981 - 1. miejsce w wyścigu Szlakiem Grodów Piastowskich oraz 1. miejsce w klasyfikacji najaktywniejszych 1982 - 5. miejsce w mistrzostwach Polski ze startu wspólnego 1983 - 3. miejsce w wyścigu Dookoła Mazowsza - 1. miejsce na 2. etapie Piaseczno – Sokołów Podlaski 1984 - 59. miejsce w wyścigu Tour de Pologne - 1. miejsce na 1. etapie Warszawa – Radom | 1974 - 28. miejsce w wyścigu Paryż-Nicea - 2. miejsce na 1. etapie Saint-Fargeau-Ponthierry – Orlean - 3. miejsce na 4. etapie Saint-Étienne – Orange - 3. miejsce na 7. etapie Seillans – Nicea - 1. miejsce w wyścigu Tour du Limousin ( 1. miejsce w klasyfikacji górskiej i 1. miejsce w klasyfikacji najaktywniejszych) - 2. miejsce w wyścigu Milk Race ( 1. miejsce w klasyfikacji najaktywniejszych i 1. miejsce w klasyfikacji punktowej) - 1. miejsce na 3. etapie Wolverhampton – Llandudno - 1. miejsce na 5. etapie Chester – Nottingham - 1. miejsce w Małopolskim Wyścigu Górskim - 4. miejsce w wyścigu dookoła Toledo - 13. miejsce w wyścigu Tour de Pologne ( 1. miejsce w klasyfikacji najaktywniejszych i 1. miejsce w klasyfikacji górskiej) - 1. miejsce na 6. etapie Rybnik – Szczyrk - 1. miejsce na 11. etapie Kraśnik – Radom - 5. miejsce w mistrzostwach Polski w jeździe na czas 1975 - 3. miejsce w wyścigu Tour Loir-Et-Cher oraz 1. miejsce w klasyfikacji najaktywniejszych - 1. miejsce w Wyścigu Pokoju oraz 1. miejsce w klasyfikacji najaktywniejszych - 1. miejsce na 8. etapie Trzyniec – Opole - 2. miejsce w wyścigu dookoła Szkocji oraz 1. miejsce w klasyfikacji najaktywniejszych - 1. miejsce na 2. etapie Ayr – Dumfries - 1. miejsce na 4. etapie Galashiels – Leven 1976 - 5. miejsce w wyścigu Milk Race oraz 1. miejsce w klasyfikacji najaktywniejszych - 1. miejsce na 2. etapie Swindon – Great Malvern - 1. miejsce na 3. etapie Great Malvern – Aberystwyth - 1. miejsce na 10. etapie Scarborough – Darlington 1977 - 1. miejsce w wyścigu dookoła Turcji oraz 1. miejsce w klasyfikacji górskiej - 1. miejsce w wyścigu dookoła Dolnej Austrii - 1. miejsce w wyścigu o Puchar Ministra Obrony Narodowej - 6. miejsce w mistrzostwach Polski ze startu wspólnego - 1. miejsce w wyścigu Dookoła Mazowsza - 1. miejsce w Małopolskim Wyścigu Górskim 1978 - 1. miejsce w wyścigu Szlakiem Grodów Piastowskich - 5. miejsce w wyścigu dookoła Dolnej Austrii - 6. miejsce w wyścigu dookoła Austrii oraz 1. miejsce w klasyfikacji punktowej - 1. miejsce na 2. etapie Graz – Klagenfurt am Wörthersee - 1. miejsce na 5. etapie Kaprun – Innsbruck - 1. miejsce na 7. etapie Salzburg – Linz - 1. miejsce na 8. etapie Pucking – Pucking - 1. miejsce w wyścigu Dookoła Mazowsza oraz 1. miejsce w klasyfikacji najaktywniejszych - 1. miejsce na 1. etapie Mława – Mława - 1. miejsce na 4. etapie Przasnysz – Sokołów Podlaski 1979 - 1. miejsce w wyścigu dookoła Annaby - 10. miejsce w wyścigu Tour de Pologne oraz 1. miejsce w klasyfikacji punktowej - 1. miejsce na 8. etapie Jelenia Góra – Karpacz - 1. miejsce na 9. etapie Jelenia Góra – Leszno - 1. miejsce w wyścigu dookoła Egiptu 1980 - 1. miejsce w wyścigu o Puchar Ministra Obrony Narodowej - 2. miejsce w wyścigu Dookoła Mazowsza 1981 - 1. miejsce w wyścigu Szlakiem Grodów Piastowskich oraz 1. miejsce w klasyfikacji najaktywniejszych 1982 - 5. miejsce w mistrzostwach Polski ze startu wspólnego 1983 - 3. miejsce w wyścigu Dookoła Mazowsza - 1. miejsce na 2. etapie Piaseczno – Sokołów Podlaski 1984 - 59. miejsce w wyścigu Tour de Pologne - 1. miejsce na 1. etapie Warszawa – Radom |

## Nagrody i odznaczenia
Dwukrotnie wygrał plebiscyt „Przeglądu Sportowego” na najlepszego sportowca Polski (1971 i 1973), raz był drugi (1970), za Teresą Sukniewicz, raz szósty (1975), raz dziesiąty (1969) i raz czternasty (1974). W 1970 został laureatem nagrody Fair Play przyznawanej przez UNESCO, za dżentelmeńskie oddanie własnego roweru rezerwowego Zygmuntowi Hanusikowi podczas mistrzostw Polski ze startu wspólnego, co pozwoliło mu zdobyć tytuł mistrza Polski (Ryszard Szurkowski zajął w tym wyścigu 5. miejsce). Drugi w Plebiscycie na Najlepszego Sportowca Polski XX wieku (za Ireną Szewińską). W 1974 otrzymał wraz z kolegami z drużyny (Mytnikiem, Lisem i Szozdą) nagrodę przyznawaną corocznie przez Ministra Spraw Zagranicznych (za 1973 rok) dla sportowca lub zespołu, który swoją postawą najbardziej rozsławił imię Polski za granicą. Dziewięciokrotnie został zwycięzcą corocznego plebiscytu „Przeglądu Sportowego” i Polskiego Związku Kolarskiego na najlepszego polskiego kolarza sezonu w latach (1969–1973 oraz 1975–1978).
W 1972 został odznaczony Krzyżem Kawalerskim Orderu Odrodzenia Polski, w 1976 Krzyżem Oficerskim, w 1986 Krzyżem Komandorskim, w 1999 Krzyżem Komandorskim z Gwiazdą, a w 2021 pośmiertnie Krzyżem Wielkim Orderu Odrodzenia Polski. Był również siedmiokrotnie odznaczany złotym medalem „Za Wybitne Osiągnięcia Sportowe”. Ponadto pośmiertnie prezydent Wrocławia przyznał mu Złotą Odznakę Honorową Wrocławia. 

## Upamiętnienie

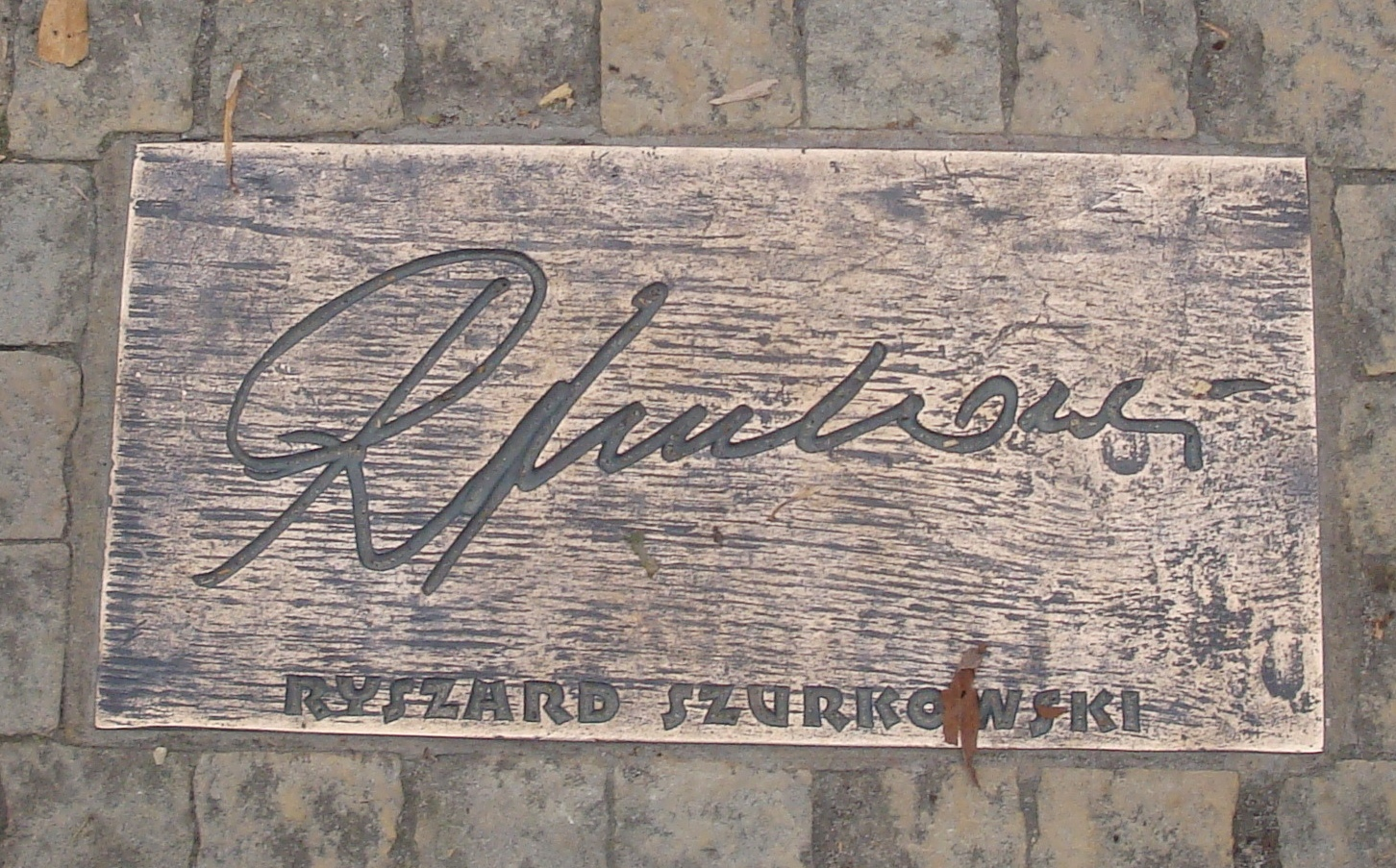
Podpis Ryszarda Szurkowskiego na tablicy w Alei Gwiazd Kolarstwa Polskiego w Nałęczowie

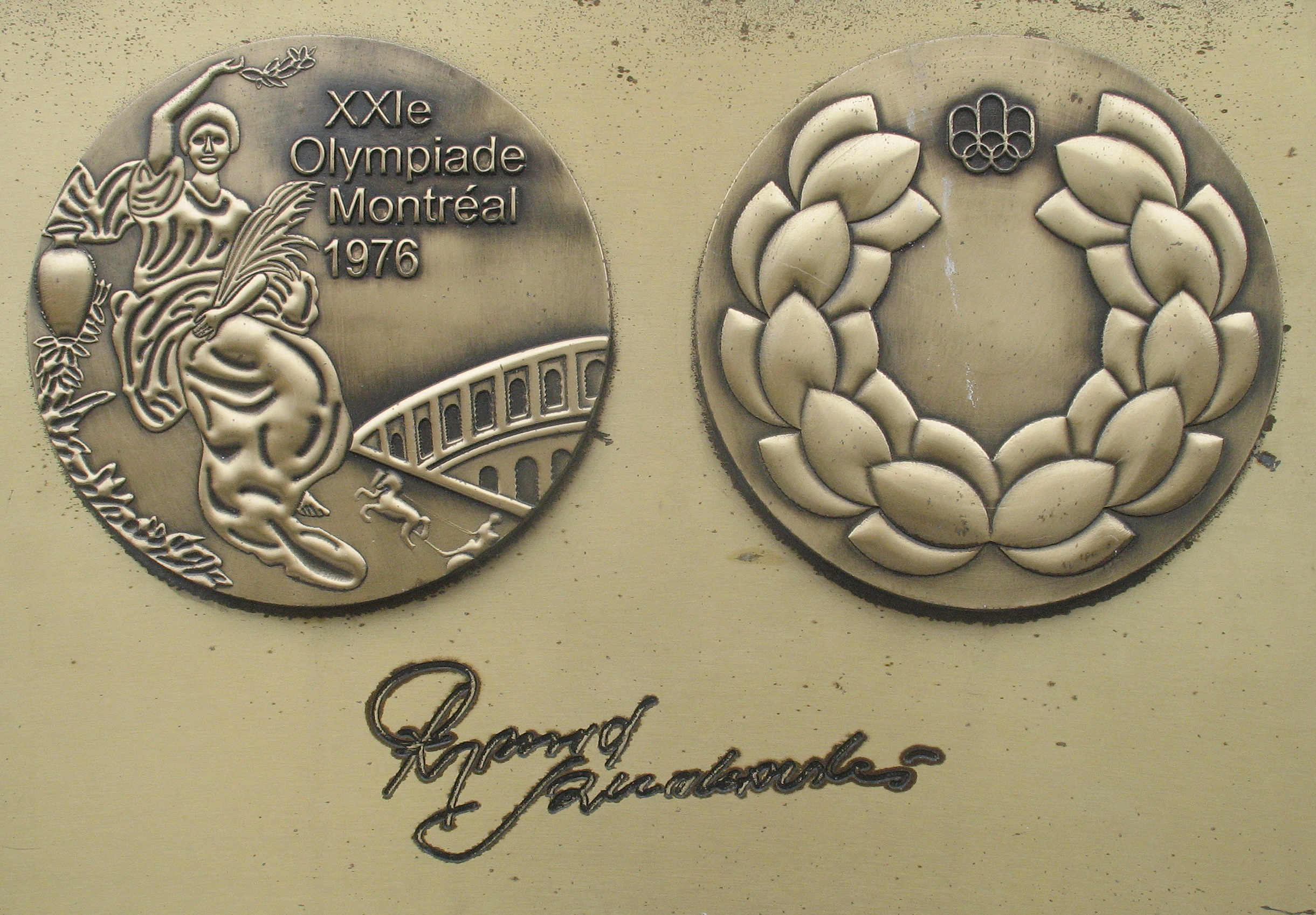
Kopia medalu i autografu Ryszarda Szurkowskiego w Alei Gwiazd Sportu w Dziwnowie

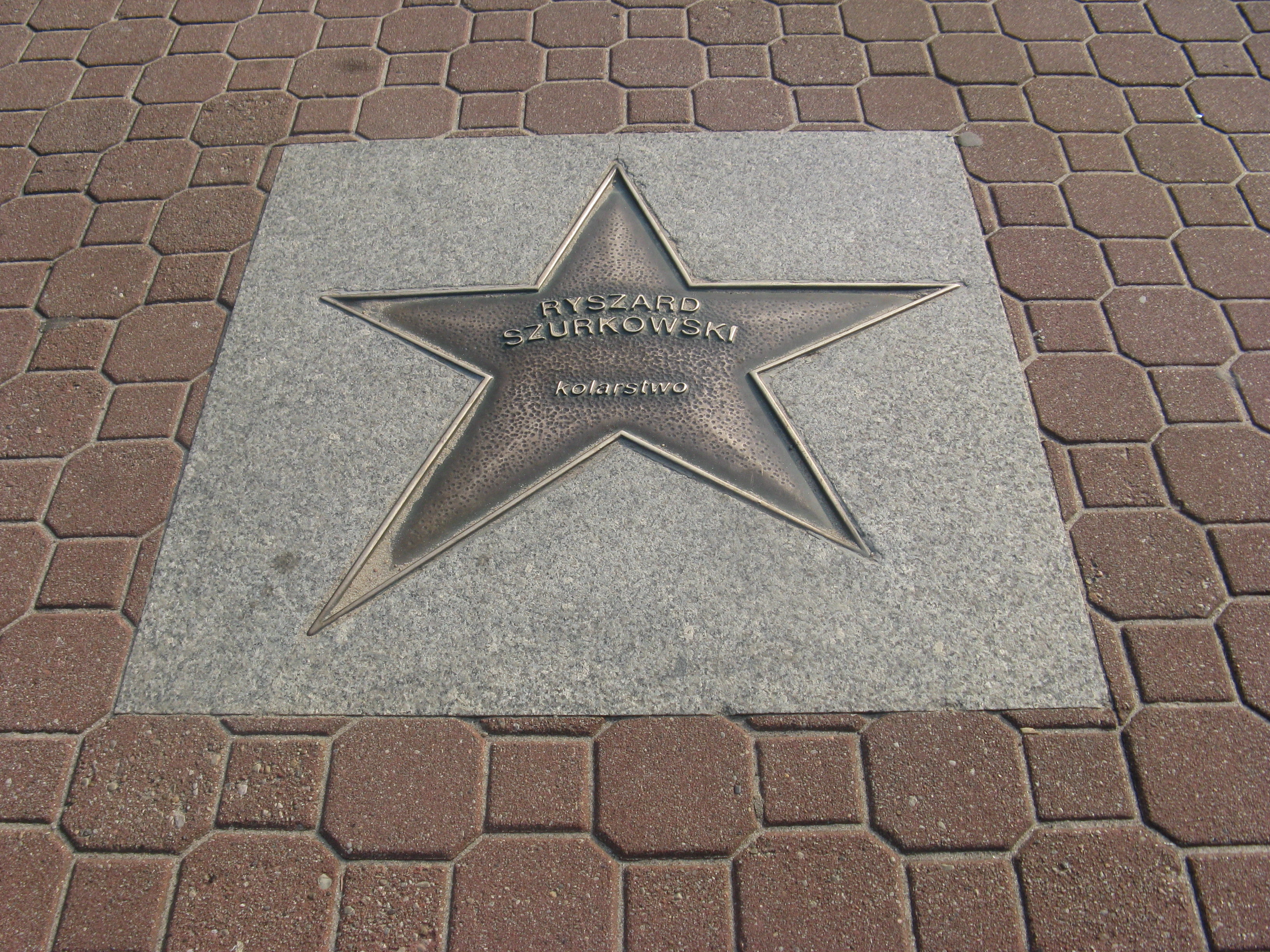
Gwiazda Szurkowskiego w Alei Gwiazd Sportu we Władysławowie

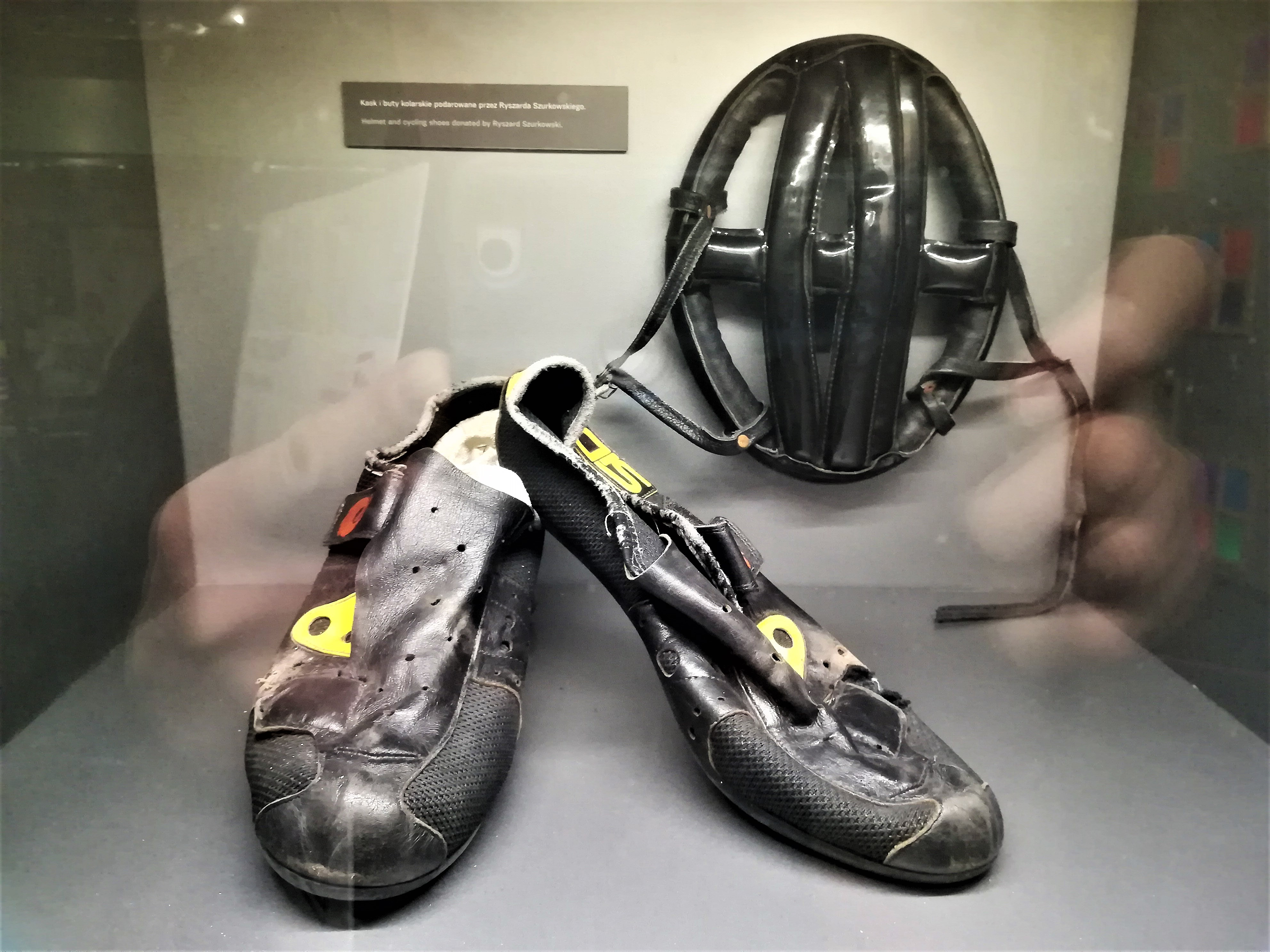
Pamiątki Ryszarda Szurkowskiego w zbiorach Centrum Historii Zajezdnia we Wrocławiu

W Nałęczowie znajduje się pomnik z brązu, w postaci starodawnego roweru. Po obu jego stronach na chodniku widnieją płytki pamiątkowe z podpisami najwybitniejszych polskich gwiazd kolarstwa, w tym m.in. Ryszarda Szurkowskiego. W Alei Gwiazd Sportu w Dziwnowie w 2002, jako jeden z pierwszych osobiście odsłonił tablicę z repliką swojego medalu olimpijskiego. W tymże roku (III edycja) odsłonięto tablicę z jego gwiazdą w Alei Gwiazd Sportu we Władysławowie. Ponadto tablica pamiątkowa jemu poświęcona znajduje się również na chodniku w Galerii Sław Kolarstwa Polskiego na Starówce w Kowarach. W muzeum Centrum Historii Zajezdnia we Wrocławiu znajduje się jego kask i buty, eksponowane w gablocie. 
Rada Gminy Garbatka-Letnisko 26 maja 2011(dts) przyznała mu tytuł Honorowego Obywatela Gminy Garbatka–Letnisko, gdzie w 1966 mieszkał, będąc skoszarowanym jako żołnierz jednostki z Tarnowskich Gór w wagonach kolejowych i zajmował się budową i naprawą trakcji kolejowej. Ponadto w Krośnicach corocznie organizowana jest impreza popularyzująca turystykę rowerową pod nazwą Rajd Rowerowy „Śladami Ryszarda Szurkowskiego”.
W Świebodowie w 2022 otwarto skwer Szurkowskiego ufundowany przez mieszkańców tej miejscowości.

## Życie prywatne
Ryszard Szurkowski w 1969 ożenił się z Ewą Kukuł . Ze związku tego narodził się syn Norbert, który w wieku 31 lat zginął w zamachu 11 września 2001 na World Trade Center w Nowym Jorku, gdzie pracował na 104. piętrze jednej z wież. Następnie po rozwodzie związał się z Izabelą Gumowską, z którą miał drugiego syna Wiktora (zm. 2020). W 2009 poznał swoją drugą żonę Iwonę Arkuszewską.

## Choroba i śmierć
W ostatnich latach ciężko chorował, przechodząc m.in. operację układu pokarmowego. Zmarł 1 lutego 2021(dts) po kilku dniach pobytu w radomskim szpitalu na skutek choroby nowotworowej, przechodząc wcześniej zapalenie płuc. Uroczystości pogrzebowe rozpoczęły się mszą świętą w jego intencji, która została odprawiona 5 lutego 2021(dts) w świątyni Opatrzności Bożej w Warszawie, po czym 13 lutego w kościele Narodzenia Najświętszej Maryi Panny w Wierzchowicach odbyła się msza pogrzebowa, po której został pochowany na przykościelnym cmentarzu w grobowcu rodzinnym.

## Publikacje
Wraz m.in. z Krzysztofem Wyrzykowskim wydał trzy pozycje książkowe dotyczące kolarstwa szosowego:
- Ryszard Szurkowski, Krzysztof Wyrzykowski, Kolarstwo, Warszawa: Wyd. Sport i Turystyka, 1979 (I ty zostaniesz olimpijczykiem), ISBN 83-217-2239-3, OCLC 297676069. Brak numerów stron w książce
- Ryszard Szurkowski, Krzysztof Wyrzykowski, Być liderem, Warszawa: Wyd. Krajowa Agencja Wydawnicza, 1983 (Bohaterowie stadionów), ISBN 83-03-00113-2, OCLC 750758885. Brak numerów stron w książce
- Ryszard Szurkowski, Krzysztof Wyrzykowski, Kamil Wolnicki, Ryszard Szurkowski. Wyścig. Autobiografia, wyd. 1, Kraków: Wydawnictwo Sine Qua Non, 2019, ISBN 978-83-8129-515-4, OCLC 1121420431 [zarchiwizowane z adresu 2019-09-01]. Brak numerów stron w książce

## Filmografia
Wystąpił w epizodycznej roli, grając samego siebie, w scenie balu mistrzów sportu w filmie z 1971 Motodrama z główną rolą Jacka Fedorowicza. Jest również bohaterem kilku filmów dokumentalnych.
| Filmy |                                         |                     |
| Rok   | Tytuł                                   | Reżyser             |
| 1971  | Motodrama                               | Andrzej Konic       |
| 1971  | Autobus z napisem „koniec”              | Mariusz Walter      |
| 1985  | Debiut mistrza                          | Andrzej Soroczyński |
| 2009  | Niedokończona historia                  | Artur Szulc         |
| 2011  | W biegu za życiem                       | Henryk Jantos       |
| 2021  | Ryszard Szurkowski – wyścig przez życie | Zbigniew Rytel      |